# Liste des chefs de l'exécutif par État en 2018
La liste des chefs de l'exécutif par État en 2018 s'appuie sur la liste des pays du monde et sur la liste des dirigeants des États, telles qu'elles étaient connues du 1er janvier au 31 décembre 2018.
La liste principale compte, en 2018, 197 pays internationalement reconnus par l'Organisation des Nations unies (ses 193 membres ainsi que le Vatican, les Îles Cook, Niue et l'État de Palestine). Des listes additionnelles concernent :
- les États partiellement reconnus par la communauté internationale,
- les entités proches du statut d’État,
- les territoires indépendants de fait,
- les territoires autonomes ou à administration spéciale
- les gouvernements alternatifs ou en exil.

Les chefs de l'exécutif des États exerçant une pleine souveraineté sont principalement les chefs d'État et les chefs de gouvernement :
- Un chef d'État est une personne physique, parfois une personne morale, qui représente symboliquement la continuité et la légitimité de l'État. Diverses fonctions lui sont traditionnellement rattachées : représentation extérieure, promulgation des lois, nomination aux hautes fonctions publiques. Selon le pays, il peut être le plus éminent détenteur du pouvoir exécutif effectif, ou au contraire personnifier le pouvoir suprême exercé en son nom par d'autres personnalités politiques.
- Un chef de gouvernement est une personne physique qui possède le premier ou second rôle de l'exécutif (selon le type de régime politique) et se trouve à la tête du gouvernement c'est-à-dire de l'ensemble des ministres ou secrétaires d'État chargés de responsabilités exécutives.

Dans le cas de territoires autonomes et autres collectivités non souveraines, c'est-à-dire dépendant d'un État souverain, les titres de chef de l'exécutif local sont divers : préfet, bailli, gouverneur, président, etc.
- Haut – A
- B
- C
- D
- E
- F
- G
- H
- I
- J
- K
- L
- M
- N
- O
- P
- Q
- R
- S
- T
- U
- V
- W
- X
- Y
- Z

| Sommaire : | §1 - Entités partiellement reconnues comme État §2 - Entités proches du statut d’État §3 - Départements et régions françaises d'outre-mer, collectivités françaises d'outre-mer et territoires français à statut spécial §4 - Territoires britanniques d'outre-mer et dépendances de la Couronne britannique §5 - Territoires spéciaux des États-Unis §6 - Territoires extérieurs, intérieurs et associés de l'Australie §7 - Territoires spéciaux des Pays-Bas §8 - Dépendances et territoires spéciaux de Norvège §9 - Dépendances et territoires spéciaux de Nouvelle-Zélande §10 - Autres territoires autonomes §11 - Autres territoires indépendants de facto §12 - Gouvernements en exil et/ou alternatifs Notes et références - Articles connexes - Liens externes |

## A
| Pays                                  | Fonction                                     | Nom                            | Depuis le                  |
| ------------------------------------- | -------------------------------------------- | ------------------------------ | -------------------------- |
| République islamique d'Afghanistan    | Présidents de la République                  | Ashraf Ghani                   | 29 septembre 2014          |
| République islamique d'Afghanistan    | Chef de l'exécutif                           | Abdullah Abdullah              | 29 septembre 2014          |
| Afrique du Sud (voir aussi : §10)     | Présidents de la République (successifs)     | Cyril Ramaphosa                | 14 février 2018            |
| Afrique du Sud (voir aussi : §10)     | Présidents de la République (successifs)     | Jacob Zuma                     | 9 mai 2009                 |
| Afrique du Sud (voir aussi : §10)     | Vice-présidents la République (successifs)   | David Mabuza                   | 26 février 2018            |
| Afrique du Sud (voir aussi : §10)     | Vice-présidents la République (successifs)   | vacant                         | 14 février 2018            |
| Afrique du Sud (voir aussi : §10)     | Vice-présidents la République (successifs)   | Cyril Ramaphosa                | 25 mai 2014                |
| Albanie                               | Président de la République                   | Ilir Meta                      | 24 juillet 2017            |
| Albanie                               | Premier ministre                             | Edi Rama                       | 15 septembre 2013          |
| Algérie                               | Président de la République                   | Abdelaziz Bouteflika           | 27 avril 1999              |
| Algérie                               | Premier ministre                             | Ahmed Ouyahia                  | 16 août 2017               |
| Allemagne                             | Président fédéral                            | Frank-Walter Steinmeier        | 19 mars 2017               |
| Allemagne                             | Chancelière fédérale                         | Angela Merkel                  | 22 novembre 2005           |
| Andorre                               | Coprince français                            | Emmanuel Macron                | 14 mai 2017                |
| Andorre                               | Coprince épiscopal                           | Joan-Enric Vives i Sicília     | 12 mai 2003                |
| Andorre                               | Représentant personnel du coprince français  | Patrick Strzoda                | 15 mai 2017                |
| Andorre                               | Représentant personnel du coprince épiscopal | Josep Maria Mauri              | 20 juillet 2012            |
| Andorre                               | Syndic général                               | Vicenç Mateu Zamora            | 28 avril 2011              |
| Andorre                               | Chef du gouvernement                         | Antoni Martí                   | 1er avril 2015             |
| Angola                                | Président de la République                   | João Lourenço                  | 26 septembre 2017          |
| Angola                                | Vice-président de la République              | Bornito de Sousa               | 26 septembre 2017          |
| Antigua-et-Barbuda (voir aussi : §10) | Reine                                        | Élisabeth II                   | 1er novembre 1981          |
| Antigua-et-Barbuda (voir aussi : §10) | Gouverneur général                           | Sir Rodney Williams            | 14 août 2014               |
| Antigua-et-Barbuda (voir aussi : §10) | Premier ministre                             | Gaston Browne                  | 13 juin 2014               |
| Arabie saoudite                       | Roi                                          | Salmane ben Abdelaziz Al Saoud | 23 janvier 2015            |
| Arabie saoudite                       | Prince héritier et vice-premier ministre     | Mohammed ben Salmane Al Saoud  | 21 juin 2017 28 avril 2015 |
| Argentine                             | Président de la Nation                       | Mauricio Macri                 | 10 décembre 2015           |
| Argentine                             | Chef du cabinet                              | Marcos Peña                    | 10 décembre 2015           |
| Arménie                               | Présidents de la République (successifs)     | Armen Sarkissian               | 9 avril 2018               |
| Arménie                               | Présidents de la République (successifs)     | Serge Sargsian                 | 9 avril 2008               |
| Arménie                               | Premiers ministres (successifs)              | Nikol Pachinian                | 8 mai 2018                 |
| Arménie                               | Premiers ministres (successifs)              | Karen Karapetian (intérim)     | 23 avril 2018              |
| Arménie                               | Premiers ministres (successifs)              | Serge Sargsian                 | 17 avril 2018              |
| Arménie                               | Premiers ministres (successifs)              | Karen Karapetian               | 13 septembre 2016          |
| Australie (voir aussi : §6)           | Reine                                        | Élisabeth II                   | 6 février 1952             |
| Australie (voir aussi : §6)           | Gouverneur général                           | Peter Cosgrove                 | 28 mars 2014               |
| Australie (voir aussi : §6)           | Premiers ministres (successifs)              | Scott Morrison                 | 24 août 2018               |
| Australie (voir aussi : §6)           | Premiers ministres (successifs)              | Malcolm Turnbull               | 15 septembre 2015          |
| Autriche                              | Président fédéral                            | Alexander Van der Bellen       | 26 janvier 2017            |
| Autriche                              | Chancelier fédéral                           | Sebastian Kurz                 | 18 décembre 2017           |
| Azerbaïdjan (voir aussi : §10 et §11) | Président de la République                   | Ilham Aliev                    | 15 octobre 2003            |
| Azerbaïdjan (voir aussi : §10 et §11) | Premiers ministres (successifs)              | Novruz Mammadov                | 21 avril 2018              |
| Azerbaïdjan (voir aussi : §10 et §11) | Premiers ministres (successifs)              | Artur Rasizada                 | 6 août 2003                |

## B
| Pays                           | Fonction                                       | Nom                                                                      | Depuis le         |
| ------------------------------ | ---------------------------------------------- | ------------------------------------------------------------------------ | ----------------- |
| Bahamas                        | Reine                                          | Élisabeth II                                                             | 10 juillet 1973   |
| Bahamas                        | Gouverneure générale                           | Dame Marguerite Pindling                                                 | 8 juillet 2014    |
| Bahamas                        | Premier ministre                               | Hubert Minnis                                                            | 11 mai 2017       |
| Bahreïn                        | Roi                                            | Hamad ben Issa el-Khalifa                                                | 6 mars 1999       |
| Bahreïn                        | Premier ministre                               | Khalifa ben Salmane el-Khalifa                                           | 19 janvier 1970   |
| Bangladesh                     | Président de la République                     | Abdul Hamid                                                              | 20 mars 2013      |
| Bangladesh                     | Premier ministre                               | Cheikh Hasina Wajed                                                      | 6 janvier 2009    |
| Barbade                        | Reine                                          | Élisabeth II                                                             | 30 novembre 1966  |
| Barbade                        | Gouverneurs généraux (successifs)              | Dame Sandra Mason                                                        | 8 janvier 2018    |
| Barbade                        | Gouverneurs généraux (successifs)              | Sir Philip Greaves (intérim)                                             | 1er juin 2017     |
| Barbade                        | Premiers ministres (successifs)                | Mia Mottley                                                              | 25 mai 2018       |
| Barbade                        | Premiers ministres (successifs)                | Freundel Stuart                                                          | 23 octobre 2010   |
| Belgique                       | Roi                                            | Philippe                                                                 | 21 juillet 2013   |
| Belgique                       | Premier ministre                               | Charles Michel                                                           | 11 octobre 2014   |
| Belize                         | Reine                                          | Élisabeth II                                                             | 21 septembre 1981 |
| Belize                         | Gouverneur général                             | Sir Colville Young                                                       | 17 novembre 1993  |
| Belize                         | Premier ministre                               | Dean Barrow                                                              | 8 février 2008    |
| Bénin                          | Président de la République                     | Patrice Talon                                                            | 6 avril 2016      |
| Bhoutan                        | Roi                                            | Jigme Khesar Namgyel Wangchuck                                           | 14 décembre 2006  |
| Bhoutan                        | Premiers ministres (successifs)                | Lotay Tshering                                                           | 7 novembre 2018   |
| Bhoutan                        | Premiers ministres (successifs)                | Dasho Tshering Wangchuk (Conseiller en Chef du Gouvernement intérimaire) | 9 août 2018       |
| Bhoutan                        | Premiers ministres (successifs)                | Lyonchen Tshering Tobgay                                                 | 29 juillet 2013   |
| Biélorussie (voir aussi : §12) | Président                                      | Alexandre Loukachenko                                                    | 20 juillet 1994   |
| Biélorussie (voir aussi : §12) | Premiers ministres (successifs)                | Sergueï Roumas                                                           | 18 août 2018      |
| Biélorussie (voir aussi : §12) | Premiers ministres (successifs)                | Andreï Kobiakov                                                          | 27 décembre 2014  |
| Birmanie                       | Présidents de la République (successifs)       | Win Myint                                                                | 30 mars 2018      |
| Birmanie                       | Présidents de la République (successifs)       | Myint Swe (intérim)                                                      | 21 mars 2018      |
| Birmanie                       | Présidents de la République (successifs)       | Htin Kyaw                                                                | 30 mars 2016      |
| Birmanie                       | Conseillère spéciale de l'État                 | Aung San Suu Kyi                                                         | 6 avril 2016      |
| Bolivie                        | Président de l'État plurinational              | Evo Morales                                                              | 22 janvier 2006   |
| Bolivie                        | Vice-président de la République                | Álvaro García Linera                                                     | 22 janvier 2006   |
| Bosnie-Herzégovine             | Président du collège présidentiel (successifs) | Milorad Dodik                                                            | 20 novembre 2018  |
| Bosnie-Herzégovine             | Président du collège présidentiel (successifs) | Bakir Izetbegović                                                        | 17 mars 2018      |
| Bosnie-Herzégovine             | Président du collège présidentiel (successifs) | Dragan Čović                                                             | 17 juillet 2017   |
| Bosnie-Herzégovine             | Président du Conseil                           | Denis Zvizdić                                                            | 11 février 2015   |
| Bosnie-Herzégovine             | Haut Représentant international                | Valentin Inzko (Autriche)                                                | 26 mars 2009      |
| Botswana                       | Présidents de la République (successifs)       | Mokgweetsi Masisi                                                        | 1er avril 2018    |
| Botswana                       | Présidents de la République (successifs)       | Seretse Ian Khama                                                        | 1er avril 2008    |
| Botswana                       | Vice-Présidents de la République (successifs)  | Slumber Tsogwane                                                         | 4 avril 2018      |
| Botswana                       | Vice-Présidents de la République (successifs)  | vacant                                                                   | 1er avril 2018    |
| Botswana                       | Vice-Présidents de la République (successifs)  | Mokgweetsi Masisi                                                        | 12 novembre 2014  |
| Brésil                         | Président de la République fédérative          | Michel Temer                                                             | 12 mai 2016       |
| Brésil                         | Vice-président de la République fédérative     | fonction vacante                                                         | 31 août 2016      |
| Brunei                         | Sultan                                         | Hassanal Bolkiah                                                         | 5 octobre 1967    |
| Brunei                         | Premier ministre                               | Hassanal Bolkiah                                                         | 1er janvier 1984  |
| Brunei                         | Prince héritier                                | Al-Muhtadee Billah                                                       | 10 août 1998      |
| Bulgarie                       | Président de la République                     | Roumen Radev                                                             | 22 janvier 2017   |
| Bulgarie                       | Premier ministre                               | Boïko Borissov                                                           | 4 mai 2017        |
| Burkina Faso                   | Président de la République                     | Roch Marc Christian Kaboré                                               | 29 décembre 2015  |
| Burkina Faso                   | Premier ministre                               | Paul Kaba Thiéba                                                         | 6 janvier 2016    |
| Burundi                        | Président de la République                     | Pierre Nkurunziza                                                        | 26 août 2005      |
| Burundi                        | Premier Vice-président                         | Gaston Sindimwo                                                          | 20 août 2015      |
| Burundi                        | Second Vice-président                          | Joseph Butore                                                            | 20 août 2015      |

## C
| Pays                                | Fonction                                                         | Nom                          | Depuis le        |
| ----------------------------------- | ---------------------------------------------------------------- | ---------------------------- | ---------------- |
| Cambodge                            | Roi                                                              | Norodom Sihamoni             | 29 octobre 2004  |
| Cambodge                            | Premier ministre                                                 | Hun Sen                      | 14 janvier 1985  |
| Cameroun                            | Président de la République                                       | Paul Biya                    | 6 novembre 1982  |
| Cameroun                            | Premier ministre                                                 | Philémon Yang                | 30 juin 2009     |
| Canada                              | Reine                                                            | Élisabeth II                 | 6 février 1952   |
| Canada                              | Gouverneure générale                                             | Julie Payette                | 2 octobre 2017   |
| Canada                              | Premier ministre                                                 | Justin Trudeau               | 4 novembre 2015  |
| Cap-Vert                            | Président de la République                                       | Jorge Carlos Fonseca         | 21 août 2011     |
| Cap-Vert                            | Premier ministre                                                 | Ulisses Correia e Silva      | 22 avril 2016    |
| République centrafricaine           | Président de la République                                       | Faustin-Archange Touadéra    | 30 mars 2016     |
| République centrafricaine           | Premier ministre                                                 | Simplice Sarandji            | 2 avril 2016     |
| Chili                               | Présidents de la République (successifs)                         | Sebastián Piñera             | 11 mars 2018     |
| Chili                               | Présidents de la République (successifs)                         | Michelle Bachelet            | 11 mars 2014     |
| Chine (voir aussi : §1, §10 et §12) | Secrétaire général du Parti communiste chinois                   | Xi Jinping                   | 15 novembre 2012 |
| Chine (voir aussi : §1, §10 et §12) | Président de la République                                       | Xi Jinping                   | 14 mars 2013     |
| Chine (voir aussi : §1, §10 et §12) | Premier ministre                                                 | Li Keqiang                   | 15 mars 2013     |
| Chypre (voir aussi : §1)            | Président de la République                                       | Níkos Anastasiádis           | 28 février 2013  |
| Chypre (voir aussi : §1)            | Vice-président                                                   | (vacant)                     | 14 août 1974     |
| Colombie                            | Présidents de la République (successifs)                         | Iván Duque                   | 1er août 2018    |
| Colombie                            | Présidents de la République (successifs)                         | Juan Manuel Santos           | 7 août 2010      |
| Colombie                            | Vice-présidents de la République (successifs)                    | Marta Lucía Ramírez          | 1er août 2018    |
| Colombie                            | Vice-présidents de la République (successifs)                    | Óscar Naranjo                | 29 mars 2017     |
| Comores                             | Président de l'Union                                             | Azali Assoumani              | 26 mai 2016      |
| Comores                             | Premier vice-président de l'Union                                | fonction abolie              | 28 août 2018     |
| Comores                             | Premier vice-président de l'Union                                | Houmadi Bacar Djaanfar       | 26 mai 2016      |
| Comores                             | Second vice-président de l'Union                                 | fonction abolie              | 28 août 2018     |
| Comores                             | Second vice-président de l'Union                                 | Ali Chabouhane               | 26 mai 2016      |
| Comores                             | Troisième vice-président de l'Union                              | fonction abolie              | 28 août 2018     |
| Comores                             | Troisième vice-président de l'Union                              | Mahamoud Moustadrane         | 26 mai 2016      |
| République du Congo                 | Président de la République                                       | Denis Sassou-Nguesso         | 25 octobre 1997  |
| République du Congo                 | Premier ministre                                                 | Clément Mouamba              | 23 avril 2016    |
| République démocratique du Congo    | Président de la République                                       | Joseph Kabila                | 17 janvier 2001  |
| République démocratique du Congo    | Premier ministre                                                 | Bruno Tshibala               | 18 mai 2017      |
| Corée du Nord                       | Chef suprême de la république populaire et démocratique de Corée | Kim Jong-un                  | 29 décembre 2011 |
| Corée du Nord                       | Président du Parti du travail de Corée                           | Kim Jong-un                  | 9 mai 2016       |
| Corée du Nord                       | Président de la Commission des affaires de l'État                | Kim Jong-un                  | 29 juin 2016     |
| Corée du Nord                       | Président du Présidium de l’Assemblée populaire suprême          | Kim Yong-nam                 | 5 septembre 1998 |
| Corée du Nord                       | Premier ministre                                                 | Pak Pong-ju                  | 1er avril 2013   |
| Corée du Sud                        | Président de la République                                       | Moon Jae-in                  | 10 mai 2017      |
| Corée du Sud                        | Premier ministre                                                 | Lee Nak-yeon                 | 31 mai 2017      |
| Costa Rica                          | Présidents de la République (successifs)                         | Carlos Alvarado              | 8 mai 2018       |
| Costa Rica                          | Présidents de la République (successifs)                         | Luis Guillermo Solís         | 8 mai 2014       |
| Costa Rica                          | Premiers Vice-présidents de la République (successifs)           | Epsy Campbell Barr           | 8 mai 2018       |
| Costa Rica                          | Premiers Vice-présidents de la République (successifs)           | Helio Fallas Venegas         | 8 mai 2014       |
| Costa Rica                          | Seconds Vice-présidents de la République (successifs)            | Marvin Rodríguez Cordero     | 8 mai 2018       |
| Costa Rica                          | Seconds Vice-présidents de la République (successifs)            | Ana Helena Chacón Echeverría | 8 mai 2014       |
| Côte d'Ivoire                       | Président de la République                                       | Alassane Ouattara            | 4 décembre 2010  |
| Côte d'Ivoire                       | Premier ministre                                                 | Amadou Gon Coulibaly         | 10 janvier 2017  |
| Croatie                             | Président de la République                                       | Kolinda Grabar-Kitarović     | 18 février 2015  |
| Croatie                             | Premier ministre                                                 | Andrej Plenković             | 19 octobre 2016  |
| Cuba                                | Secrétaire général du Parti communiste cubain                    | Raúl Castro                  | 19 avril 2011    |
| Cuba                                | Présidents de la République (successifs)                         | Miguel Díaz-Canel            | 19 avril 2018    |
| Cuba                                | Présidents de la République (successifs)                         | Raúl Castro                  | 24 février 2008  |
| Cuba                                | Présidents du Conseil des ministres (successifs)                 | Miguel Díaz-Canel            | 19 avril 2018    |
| Cuba                                | Présidents du Conseil des ministres (successifs)                 | Raúl Castro                  | 24 février 2008  |

## D
| Pays                        | Fonction                         | Nom                           | Depuis le        |
| --------------------------- | -------------------------------- | ----------------------------- | ---------------- |
| Danemark (voir aussi : §10) | Reine                            | Marguerite II                 | 14 janvier 1972  |
| Danemark (voir aussi : §10) | Ministre d’État                  | Lars Løkke Rasmussen          | 28 juin 2015     |
| Djibouti                    | Président de la République       | Ismail Omar Guelleh           | 8 mai 1999       |
| Djibouti                    | Premier ministre                 | Abdoulkader Kamil Mohamed     | 1er avril 2013   |
| République dominicaine      | Président de la République       | Danilo Medina                 | 16 août 2012     |
| République dominicaine      | Vice-Présidente de la République | Margarita Cedeño de Fernández | 16 août 2012     |
| Dominique                   | Président de la République       | Charles Savarin               | 2 septembre 2013 |
| Dominique                   | Premier ministre                 | Roosevelt Skerrit             | 8 janvier 2004   |

## E
| Pays                         | Fonction                                      | Nom                            | Depuis le                          |
| ---------------------------- | --------------------------------------------- | ------------------------------ | ---------------------------------- |
| Égypte                       | Président de la République                    | Abdel Fattah al-Sissi          | 8 juin 2014                        |
| Égypte                       | Premiers ministres (successifs)               | Mostafa Madbouli               | 7 juin 2018                        |
| Égypte                       | Premiers ministres (successifs)               | Mostafa Madbouli (intérim)     | 17 novembre 2017 - 27 janvier 2018 |
| Égypte                       | Premiers ministres (successifs)               | Chérif Ismaïl                  | 19 septembre 2015                  |
| Émirats arabes unis          | Président                                     | Khalifa ben Zayed Al Nahyane   | 3 novembre 2004                    |
| Émirats arabes unis          | Premier ministre                              | Mohammed ben Rachid Al Maktoum | 5 janvier 2006                     |
| Équateur (voir aussi : §10)  | Président de la République                    | Lenín Moreno                   | 24 mai 2017                        |
| Équateur (voir aussi : §10)  | Vice-présidents de la République (successifs) | Otto Sonnenholzner             | 11 décembre 2018                   |
| Équateur (voir aussi : §10)  | Vice-présidents de la République (successifs) | José Augusto Briones (intérim) | 4 décembre 2018                    |
| Équateur (voir aussi : §10)  | Vice-présidents de la République (successifs) | María Vicuña                   | 4 octobre 2017                     |
| Équateur (voir aussi : §10)  | Vice-présidents de la République (successifs) | Jorge Glas                     | 24 mai 2013 - 2 janvier 2018       |
| Érythrée                     | Président de l’État                           | Issayas Afeworki               | 24 mai 1993                        |
| Espagne (voir aussi : §10)   | Roi                                           | Felipe VI                      | 19 juin 2014                       |
| Espagne (voir aussi : §10)   | Présidents du gouvernement (successifs)       | Pedro Sánchez                  | 2 juin 2018                        |
| Espagne (voir aussi : §10)   | Présidents du gouvernement (successifs)       | Mariano Rajoy                  | 21 décembre 2011                   |
| Estonie (voir aussi : §12)   | Présidente de la République                   | Kersti Kaljulaid               | 10 octobre 2016                    |
| Estonie (voir aussi : §12)   | Premier ministre                              | Jüri Ratas                     | 23 novembre 2016                   |
| États-Unis (voir aussi : §4) | Président                                     | Donald Trump                   | 20 janvier 2017                    |
| États-Unis (voir aussi : §4) | Vice-président des États-Unis                 | Mike Pence                     | 20 janvier 2017                    |
| Éthiopie                     | Présidents de la République (successifs)      | Sahle-Work Zewde               | 25 octobre 2018                    |
| Éthiopie                     | Présidents de la République (successifs)      | Mulatu Teshome                 | 7 octobre 2013                     |
| Éthiopie                     | Premiers ministres (successifs)               | Abiy Ahmed                     | 2 avril 2018                       |
| Éthiopie                     | Premiers ministres (successifs)               | Haile Mariam Dessalegn         | 20 août 2012                       |

## F
| Pays                       | Fonction                    | Nom               | Depuis (le)      |
| -------------------------- | --------------------------- | ----------------- | ---------------- |
| Fidji                      | Président de la République  | Jioji Konrote     | 12 novembre 2015 |
| Fidji                      | Premier ministre            | Frank Bainimarama | 11 avril 2009    |
| Finlande (voir aussi : §9) | Président de la République  | Sauli Niinistö    | 1er mars 2012    |
| Finlande (voir aussi : §9) | Premier ministre            | Juha Sipilä       | 29 mai 2015      |
| France (voir aussi : §3)   | Présidents de la République | Emmanuel Macron   | 14 mai 2017      |
| France (voir aussi : §3)   | Premier ministre            | Édouard Philippe  | 15 mai 2017      |

## G
| Pays                                  | Fonction                                      | Nom                           | Depuis (le)       |
| ------------------------------------- | --------------------------------------------- | ----------------------------- | ----------------- |
| Gabon                                 | Président de la République                    | Ali Bongo Ondimba             | 16 octobre 2009   |
| Gabon                                 | Premier ministre                              | Emmanuel Issoze-Ngondet       | 28 septembre 2016 |
| Gambie                                | Président de la République                    | Adama Barrow                  | 19 janvier 2017   |
| Gambie                                | Vice-présidents de la République (successifs) | Ousainou Darboe               | 29 juin 2018      |
| Gambie                                | Vice-présidents de la République (successifs) | Fatoumata Tambajang           | 23 janvier 2017   |
| Géorgie (voir aussi : §1, §10 et §12) | Présidents (successifs)                       | Salomé Zourabichvili          | 16 décembre 2018  |
| Géorgie (voir aussi : §1, §10 et §12) | Présidents (successifs)                       | Guiorgui Margvelachvili       | 27 novembre 2013  |
| Géorgie (voir aussi : §1, §10 et §12) | Premiers ministres (successifs)               | Mamuka Bakhtadze              | 20 juin 2018      |
| Géorgie (voir aussi : §1, §10 et §12) | Premiers ministres (successifs)               | Guiorgui Kvirikachvili        | 30 décembre 2015  |
| Ghana                                 | Président de la République                    | Nana Addo Dankwa Akufo-Addo   | 7 janvier 2017    |
| Ghana                                 | Vice-président de la République               | Mahamudu Bawumia              | 7 janvier 2017    |
| Grèce (voir aussi : §10)              | Président de la République                    | Prokópis Pavlópoulos          | 13 mars 2015      |
| Grèce (voir aussi : §10)              | Premier ministre                              | Aléxis Tsípras                | 21 septembre 2015 |
| Grenade (voir aussi : §10)            | Reine                                         | Élisabeth II                  | 7 février 1974    |
| Grenade (voir aussi : §10)            | Gouverneure générale                          | Cecile La Grenade             | 7 avril 2013      |
| Grenade (voir aussi : §10)            | Premier ministre                              | Keith Mitchell                | 20 février 2013   |
| Guatemala                             | Président de la République                    | Jimmy Morales                 | 14 janvier 2016   |
| Guatemala                             | Vice-président de la République               | Jafeth Cabrera Franco         | 14 janvier 2016   |
| Guinée                                | Président de la République                    | Alpha Condé                   | 21 décembre 2010  |
| Guinée                                | Premiers ministres (successifs)               | Ibrahima Kassory Fofana       | 24 mai 2018       |
| Guinée                                | Premiers ministres (successifs)               | Mamady Youla                  | 29 décembre 2015  |
| Guinée-Bissau                         | Président de la République                    | José Mário Vaz                | 23 juin 2014      |
| Guinée-Bissau                         | Premier ministre (successifs)                 | Aristides Gomes               | 16 avril 2018     |
| Guinée-Bissau                         | Premier ministre (successifs)                 | Artur Silva                   | 31 janvier 2018   |
| Guinée-Bissau                         | Premier ministre (successifs)                 | Umaro Sissoco Embaló          | 18 novembre 2016  |
| Guinée équatoriale                    | Président de la République                    | Teodoro Obiang Nguema Mbasogo | 3 août 1979       |
| Guinée équatoriale                    | Premier ministre                              | Francisco Pascual Obama Asue  | 23 juin 2016      |
| Guyana                                | Président de la République                    | David Granger                 | 16 mai 2015       |
| Guyana                                | Premier ministre                              | Moses Nagamootoo              | 19 mai 2015       |

## H
| Pays     | Fonction                                                  | Nom                               | Depuis (le)       |
| -------- | --------------------------------------------------------- | --------------------------------- | ----------------- |
| Haïti    | Président de la République                                | Jovenel Moïse                     | 7 février 2017    |
| Haïti    | Premiers ministres (successifs)                           | Jean-Henry Céant                  | 17 septembre 2018 |
| Haïti    | Premiers ministres (successifs)                           | Jack Guy Lafontant                | 21 mars 2017      |
| Honduras | Président de la République                                | Juan Orlando Hernández            | 27 janvier 2014   |
| Honduras | Premier Vice-président de la République                   | Ricardo Álvarez (homme politique) | 27 janvier 2014   |
| Honduras | Secondes Vice-présidentes de la République (successifs)   | Olga Margarita Alvarado Rodríguez | 27 janvier 2018   |
| Honduras | Secondes Vice-présidentes de la République (successifs)   | Ana Rossana Guevara Pinto         | 27 janvier 2014   |
| Honduras | Troisièmes Vice-présidentes de la République (successifs) | María Antonia Rivera Rosales      | 27 janvier 2018   |
| Honduras | Troisièmes Vice-présidentes de la République (successifs) | Lorena Enriqueta Herrera Estevez  | 27 janvier 2014   |
| Hongrie  | Président de la République                                | János Áder                        | 10 mai 2012       |
| Hongrie  | Ministre-président                                        | Viktor Orbán                      | 29 mai 2010       |

## I
| Pays                           | Fonction                                 | Nom                   | Depuis (le)      |
| ------------------------------ | ---------------------------------------- | --------------------- | ---------------- |
| Inde (voir aussi : §11)        | Président de la République               | Ram Nath Kovind       | 25 juillet 2017  |
| Inde (voir aussi : §11)        | Premier ministre                         | Narendra Modi         | 26 mai 2014      |
| Indonésie (voir aussi : §12)   | Président de la République               | Joko Widodo           | 20 octobre 2014  |
| Indonésie (voir aussi : §12)   | Vice-président de la République          | Jusuf Kalla           | 20 octobre 2014  |
| Irak (voir aussi : §10 et §11) | Présidents de la République (successifs) | Barham Salih          | 2 octobre 2018   |
| Irak (voir aussi : §10 et §11) | Présidents de la République (successifs) | Fouad Massoum         | 24 juillet 2014  |
| Irak (voir aussi : §10 et §11) | Premiers ministres (successifs)          | Adel Abdel-Mehdi      | 25 octobre 2018  |
| Irak (voir aussi : §10 et §11) | Premiers ministres (successifs)          | Haider al-Abadi       | 8 septembre 2014 |
| Iran                           | Guide de la révolution                   | Ali Khamenei          | 4 juin 1989      |
| Iran                           | Président de la République               | Hassan Rouhani        | 3 août 2013      |
| Irlande                        | Président                                | Michael D. Higgins    | 11 novembre 2011 |
| Irlande                        | Premier ministre                         | Leo Varadkar          | 14 juin 2017     |
| Islande                        | Président                                | Guðni Th. Jóhannesson | 1er août 2016    |
| Islande                        | Premier ministre                         | Katrín Jakobsdóttir   | 30 novembre 2017 |
| Israël (voir aussi : §1)       | Président de l’État                      | Reuven Rivlin         | 24 juillet 2014  |
| Israël (voir aussi : §1)       | Premier ministre                         | Benyamin Netanyahou   | 31 mars 2009     |
| Italie                         | Président de la République               | Sergio Mattarella     | 3 février 2015   |
| Italie                         | Présidents du Conseil (successifs)       | Giuseppe Conte        | 1er juin 2018    |
| Italie                         | Présidents du Conseil (successifs)       | Paolo Gentiloni       | 12 décembre 2016 |

## J
| Pays     | Fonction                        | Nom            | Depuis (le)      |
| -------- | ------------------------------- | -------------- | ---------------- |
| Jamaïque | Reine                           | Élisabeth II   | 6 août 1962      |
| Jamaïque | Gouverneur général              | Patrick Allen  | 26 février 2009  |
| Jamaïque | Premier ministre                | Andrew Holness | 3 mars 2016      |
| Japon    | Empereur                        | Akihito        | 7 janvier 1989   |
| Japon    | Premier ministre                | Shinzō Abe     | 26 décembre 2012 |
| Jordanie | Roi                             | Abdallah II    | 7 février 1999   |
| Jordanie | Premiers ministres (successifs) | Omar Razzaz    | 14 juin 2018     |
| Jordanie | Premiers ministres (successifs) | Hani Moulki    | 1er juin 2016    |

## K
| Pays         | Fonction                        | Nom                                 | Depuis (le)      |
| ------------ | ------------------------------- | ----------------------------------- | ---------------- |
| Kazakhstan   | Président de la République      | Noursoultan Nazarbaïev              | 24 avril 1990    |
| Kazakhstan   | Premier ministre                | Bakytzhan Sagintayev                | 8 septembre 2016 |
| Kenya        | Président de la République      | Uhuru Kenyatta                      | 9 avril 2013     |
| Kenya        | Vice-président de la République | William Ruto                        | 9 avril 2013     |
| Kirghizistan | Président de la République      | Sooronbay Jeenbekov                 | 24 novembre 2017 |
| Kirghizistan | Premiers ministres (successifs) | Muhammetkaly Abulgazev              | 20 avril 2018    |
| Kirghizistan | Premiers ministres (successifs) | Sapar Isakov                        | 25 août 2017     |
| Kiribati     | Président de la République      | Taaneti Mwamwau                     | 11 mars 2016     |
| Kiribati     | Vice-président de la République | Kourabi Nenem                       | 15 mars 2016     |
| Koweït       | Émir                            | Sabah el-Ahmed el-Jaber el-Sabah    | 29 janvier 2006  |
| Koweït       | Premier ministre                | Jaber al-Moubarak al-Ahmad al-Sabah | 4 décembre 2011  |

## L
| Pays                     | Fonction                                                  | Nom                                                                                | Depuis (le)                                                                    |
| ------------------------ | --------------------------------------------------------- | ---------------------------------------------------------------------------------- | ------------------------------------------------------------------------------ |
| Laos                     | Secrétaire général du Parti révolutionnaire populaire lao | Boungnang Vorachit                                                                 | 22 janvier 2016                                                                |
| Laos                     | Président de la République                                | Boungnang Vorachit                                                                 | 19 avril 2016                                                                  |
| Laos                     | Premier ministre                                          | Thongloun Sisoulith                                                                | 19 avril 2016                                                                  |
| Lesotho                  | Roi                                                       | Letsie III                                                                         | 7 février 1996                                                                 |
| Lesotho                  | Premier ministre                                          | Tom Thabane                                                                        | 16 juin 2017                                                                   |
| Lettonie                 | Président de la République                                | Raimonds Vējonis                                                                   | 8 juillet 2015                                                                 |
| Lettonie                 | Premier ministre                                          | Māris Kučinskis                                                                    | 11 février 2016                                                                |
| Liban                    | Président de la République                                | Michel Aoun                                                                        | 31 octobre 2016                                                                |
| Liban                    | Premier ministre                                          | Saad Hariri                                                                        | 20 décembre 2016                                                               |
| Liberia                  | Présidents de la République (successifs)                  | George Weah                                                                        | 22 janvier 2018                                                                |
| Liberia                  | Présidents de la République (successifs)                  | Ellen Johnson-Sirleaf                                                              | 16 janvier 2006                                                                |
| Liberia                  | Vice-présidents de la République (successifs)             | Jewel Taylor                                                                       | 22 janvier 2018                                                                |
| Liberia                  | Vice-présidents de la République (successifs)             | Joseph Boakai                                                                      | 16 janvier 2006                                                                |
| Libye (voir aussi : §10) | Chefs d'État (en concurrence)                             | Fayez el-Sarraj (Président du Conseil présidentiel) (Gouvernement Fayez el-Sarraj) | 12 mars 2016 (corevendicateur du 12 mars 2016)                                 |
| Libye (voir aussi : §10) | Chefs d'État (en concurrence)                             | Aguila Salah Issa (Président de la Chambre des représentants) (régime de Tobrouk)  | 5 août 2014 (corevendicateur du 25 août 2014)                                  |
| Libye (voir aussi : §10) | Premiers ministres (en concurrence)                       | Fayez el-Sarraj (Gouvernement Fayez el-Sarraj)                                     | 12 mars 2016 (corevendicateur du 12 mars 2016)                                 |
| Libye (voir aussi : §10) | Premiers ministres (en concurrence)                       | Abdullah al-Thani (régime de Tobrouk)                                              | 11 mars 2014 (corevendicateur du 4 mai 2014 au 9 juin 2014 et du 25 août 2014) |
| Liechtenstein            | Prince souverain                                          | Hans Adam II                                                                       | 13 novembre 1989                                                               |
| Liechtenstein            | Prince souverain                                          | Prince Aloïs (régent)                                                              | 15 août 2004                                                                   |
| Liechtenstein            | Chef du gouvernement                                      | Adrian Hasler                                                                      | 27 mars 2013                                                                   |
| Lituanie                 | Présidente de la République                               | Dalia Grybauskaitė                                                                 | 12 juillet 2009                                                                |
| Lituanie                 | Premier ministre                                          | Saulius Skvernelis                                                                 | 13 décembre 2016                                                               |
| Luxembourg               | Grand-duc                                                 | Henri                                                                              | 7 octobre 2000                                                                 |
| Luxembourg               | Premier ministre                                          | Xavier Bettel                                                                      | 4 décembre 2013                                                                |

## M
| Pays                               | Fonction                                      | Nom                             | Depuis (le)       |
| ---------------------------------- | --------------------------------------------- | ------------------------------- | ----------------- |
| Macédoine                          | Président de la République                    | Gjorge Ivanov                   | 12 mai 2009       |
| Macédoine                          | Premier ministre                              | Zoran Zaev                      | 31 mai 2017       |
| Madagascar                         | Présidents de la République (successifs)      | Rivo Rakotovao (intérim)        | 7 septembre 2018  |
| Madagascar                         | Présidents de la République (successifs)      | Hery Rajaonarimampianina        | 25 janvier 2014   |
| Madagascar                         | Premiers ministres (successifs)               | Christian Louis Ntsay           | 6 juin 2018       |
| Madagascar                         | Premiers ministres (successifs)               | Olivier Mahafaly Solonandrasana | 10 avril 2016     |
| Malaisie                           | Roi                                           | Muhammad Faris Petra            | 13 décembre 2016  |
| Malaisie                           | Premiers ministres (successifs)               | Mahathir Mohamad                | 10 mai 2018       |
| Malaisie                           | Premiers ministres (successifs)               | Datuk Seri Najib Tun Razak      | 3 avril 2009      |
| Malawi                             | Président de la République                    | Peter Mutharika                 | 31 mai 2014       |
| Malawi                             | Vice-président de la République               | Saulos Chilima                  | 31 mai 2014       |
| Maldives                           | Président de la République (successifs)       | Ibrahim Mohamed Solih           | 17 novembre 2018  |
| Maldives                           | Président de la République (successifs)       | Mohammed Waheed Hassan          | 17 novembre 2013  |
| Maldives                           | Vice-présidents de la République (successifs) | Faisal Naseem                   | 18 novembre 2018  |
| Maldives                           | Vice-présidents de la République (successifs) | Ahmed Adeeb                     | 22 juillet 2015   |
| Mali                               | Président de la République                    | Ibrahim Boubacar Keïta          | 4 septembre 2013  |
| Mali                               | Premier ministre                              | Soumeylou Boubèye Maïga         | 31 décembre 2017  |
| Malte                              | Président                                     | Marie-Louise Coleiro Preca      | 4 avril 2014      |
| Malte                              | Premier ministre                              | Joseph Muscat                   | 11 mars 2013      |
| Maroc (voir aussi : §1)            | Roi                                           | Mohammed VI                     | 23 juillet 1999   |
| Maroc (voir aussi : §1)            | Chef du gouvernement                          | Saâdeddine El Othmani           | 5 avril 2017      |
| Îles Marshall                      | Président de la République                    | Hilda Heine                     | 28 janvier 2016   |
| Maurice (voir aussi : §10)         | Présidents de la République (successifs)      | Barlen Vyapoory (intérim)       | 23 mars 2018      |
| Maurice (voir aussi : §10)         | Présidents de la République (successifs)      | Ameenah Gurib-Fakim             | 5 juin 2015       |
| Maurice (voir aussi : §10)         | Premier ministre                              | Pravind Jugnauth                | 23 janvier 2017   |
| Mauritanie                         | Président de la République                    | Mohamed Ould Abdel Aziz         | 5 août 2009       |
| Mauritanie                         | Premiers ministres (successifs)               | Mohamed Salem Ould Béchir       | 29 octobre 2018   |
| Mauritanie                         | Premiers ministres (successifs)               | Yahya Ould Hademine             | 20 août 2014      |
| Mexique                            | Présidents de la République (successifs)      | Andrés Manuel López Obrador     | 1er décembre 2018 |
| Mexique                            | Présidents de la République (successifs)      | Enrique Peña Nieto              | 1er décembre 2012 |
| États fédérés de Micronésie        | Président de la République                    | Peter Christian                 | 11 mai 2015       |
| États fédérés de Micronésie        | Vice-président de la République               | Yosiwo P. George                | 11 mai 2015       |
| Moldavie (voir aussi : §10 et §11) | Président de la République                    | Igor Dodon                      | 20 décembre 2019  |
| Moldavie (voir aussi : §10 et §11) | Premier ministre                              | Pavel Filip                     | 20 janvier 2016   |
| Monaco                             | Prince souverain                              | Albert II                       | 6 avril 2005      |
| Monaco                             | Ministre d’État                               | Serge Telle                     | 1er février 2016  |
| Mongolie                           | Président de la République                    | Battulga Khaltmaaj              | 10 juillet 2017   |
| Mongolie                           | Premier ministre                              | Khürelsükh Ukhnaagiin           | 4 octobre 2017    |
| Monténégro                         | Présidents de la République (successifs)      | Milo Đukanović                  | 20 mai 2018       |
| Monténégro                         | Présidents de la République (successifs)      | Filip Vujanović                 | 22 mai 2003       |
| Monténégro                         | Président du gouvernement                     | Duško Marković                  | 28 novembre 2016  |
| Mozambique                         | Président de la République                    | Filipe Nyusi                    | 15 janvier 2015   |
| Mozambique                         | Premier ministre                              | Carlos Agostinho do Rosário     | 17 janvier 2015   |

## N
| Pays                               | Fonction                         | Nom                        | Depuis (le)                  |
| ---------------------------------- | -------------------------------- | -------------------------- | ---------------------------- |
| Namibie                            | Président de la République       | Hage Geingob               | 21 mars 2015                 |
| Namibie                            | Premier ministre                 | Saara Kuugongelwa-Amadhila | 21 mars 2015                 |
| Nauru                              | Président de la République       | Baron Waqa                 | 11 juin 2013                 |
| Népal                              | Président de la République       | Bidhya Devi Bhandari       | 29 octobre 2015              |
| Népal                              | Premiers ministres (successifs)  | Khadga Prasad Sharma Oli   | 15 février 2018              |
| Népal                              | Premiers ministres (successifs)  | Sher Bahadur Deuba         | 6 juin 2017                  |
| Nicaragua                          | Président de la République       | Daniel Ortega              | 10 janvier 2007              |
| Nicaragua                          | Vice-présidente de la République | Rosario Murillo            | 10 janvier 2017              |
| Niger                              | Président                        | Mahamadou Issoufou         | 7 avril 2011                 |
| Niger                              | Premier ministre                 | Brigi Rafini               | 7 avril 2011                 |
| Nigeria                            | Président de la République       | Muhammadu Buhari           | 25 mai 2015                  |
| Nigeria                            | Vice-président de la République  | Yemi Osinbajo              | 29 mai 2015                  |
| Norvège (voir aussi : §8)          | Roi                              | Harald V                   | 17 janvier 1991              |
| Norvège (voir aussi : §8)          | Premiers ministres               | Erna Solberg               | 16 octobre 2013              |
| Nouvelle-Zélande (voir aussi : §9) | Reine                            | Élisabeth II               | 6 février 1952               |
| Nouvelle-Zélande (voir aussi : §9) | Gouverneure générale             | Patsy Reddy                | 28 septembre 2016            |
| Nouvelle-Zélande (voir aussi : §9) | Premier ministre                 | Winston Peters             | 21 juin 2018 - 1er août 2018 |
| Nouvelle-Zélande (voir aussi : §9) | Premier ministre                 | Jacinda Ardern             | 20 octobre 2017              |

## O
| Pays                           | Fonction                   | Nom                | Depuis (le)       |
| ------------------------------ | -------------------------- | ------------------ | ----------------- |
| Oman                           | Sultan                     | Qabous ben Saïd    | 23 juillet 1970   |
| Oman                           | Premier ministre           | Qabous ben Saïd    | 2 janvier 1972    |
| Ouganda                        | Président de la République | Yoweri Museveni    | 29 janvier 1986   |
| Ouganda                        | Premier ministre           | Ruhakana Rugunda   | 18 septembre 2014 |
| Ouzbékistan (voir aussi : §10) | Président de la République | Shavkat Mirziyoyev | 8 septembre 2016  |
| Ouzbékistan (voir aussi : §10) | Premier ministre           | Abdulla Oripov     | 14 décembre 2016  |

## P
| Pays | Fonction                                      | Nom                     | Depuis (le)       |
| --- | --------------------------------------------- | ----------------------- | ----------------- |
| Pakistan (voir aussi : §10 et §11) | Présidents de la république (successifs)      | Arif Alvi               | 9 septembre 2018  |
| Pakistan (voir aussi : §10 et §11) | Présidents de la république (successifs)      | Mamnoon Hussain         | 9 septembre 2013  |
| Pakistan (voir aussi : §10 et §11) | Premiers ministres (successifs)               | Imran Khan              | 18 août 2018      |
| Pakistan (voir aussi : §10 et §11) | Premiers ministres (successifs)               | Nasir-ul-Mulk (intérim) | 1er juin 2018     |
| Pakistan (voir aussi : §10 et §11) | Premiers ministres (successifs)               | Shahid Khaqan Abbasi    | 1er août 2017     |
| Palaos | Président de la République                    | Tommy Remengesau        | 17 janvier 2013   |
| Palaos | Vice-président de la République               | Raynold Oilouch         | 19 janvier 2017   |
| État de Palestine (État putatif proclamé par l’Organisation de libération de la Palestine - OLP en 1989, mais qui demeure inopérant malgré une reconnaissance internationale partielle) (voir aussi : §2) | Président                                     | Mahmoud Abbas           | 8 mai 2005        |
| État de Palestine (État putatif proclamé par l’Organisation de libération de la Palestine - OLP en 1989, mais qui demeure inopérant malgré une reconnaissance internationale partielle) (voir aussi : §2) | Président du Comité exécutif de l’OLP         | Mahmoud Abbas           | 11 novembre 2004  |
| Panama | Président de la République                    | Juan Carlos Varela      | 1er juillet 2014  |
| Panama | Vice-présidente de la République              | Isabel Saint Malo       | 1er juillet 2014  |
| Papouasie-Nouvelle-Guinée (voir aussi : §10) | Reine                                         | Élisabeth II            | 16 septembre 1975 |
| Papouasie-Nouvelle-Guinée (voir aussi : §10) | Gouverneur général                            | Bob Dadae               | 28 février 2017   |
| Papouasie-Nouvelle-Guinée (voir aussi : §10) | Premier ministre                              | Peter O’Neill           | 2 août 2011       |
| Paraguay | Présidents de la République (successifs)      | Mario Abdo              | 15 août 2018      |
| Paraguay | Présidents de la République (successifs)      | Horacio Cartes          | 15 août 2013      |
| Paraguay | Vice-présidents de la République (successifs) | Hugo Velázquez Moreno   | 15 août 2018      |
| Paraguay | Vice-présidents de la République (successifs) | Juan Manuel Afara       | 15 août 2013      |
| Pays-Bas (voir aussi : §7) | Roi                                           | Willem-Alexander        | 30 avril 2013     |
| Pays-Bas (voir aussi : §7) | Premier ministre                              | Mark Rutte              | 14 octobre 2010   |
| Pérou | Présidents de la République (successifs)      | Martín Vizcarra         | 23 mars 2018      |
| Pérou | Présidents de la République (successifs)      | Pedro Pablo Kuczynski   | 28 juillet 2016   |
| Pérou | Premiers ministres (successifs)               | César Villanueva        | 2 avril 2018      |
| Pérou | Premiers ministres (successifs)               | Mercedes Aráoz          | 17 septembre 2017 |
| Philippines (voir aussi : §10 et §11) | Président de la République                    | Rodrigo Duterte         | 30 juin 2016      |
| Philippines (voir aussi : §10 et §11) | Vice-président de la République               | Leni Robredo            | 30 juin 2016      |
| Pologne | Président de la République                    | Andrzej Duda            | 6 août 2015       |
| Pologne | Président du Conseil                          | Mateusz Morawiecki      | 11 décembre 2017  |
| Portugal (voir aussi : §10) | Président de la République                    | Marcelo Rebelo de Sousa | 9 mars 2016       |
| Portugal (voir aussi : §10) | Premier ministre                              | António Costa           | 26 novembre 2015  |

## Q
| Pays  | Fonction         | Nom                                      | Depuis (le)  |
| ----- | ---------------- | ---------------------------------------- | ------------ |
| Qatar | Émir             | Tamim ben Hamad Al Thani                 | 25 juin 2013 |
| Qatar | Premier ministre | Abdullah ben Nasser ben Khalifa Al Thani | 26 juin 2013 |

## R
| Pays                          | Fonction                        | Nom                   | Depuis (le)      |
| ----------------------------- | ------------------------------- | --------------------- | ---------------- |
| Roumanie                      | Président                       | Klaus Iohannis        | 21 décembre 2014 |
| Roumanie                      | Premiers ministres (successifs) | Viorica Dăncilă       | 29 janvier 2018  |
| Roumanie                      | Premiers ministres (successifs) | Mihai Fifor (intérim) | 16 janvier 2018  |
| Roumanie                      | Premiers ministres (successifs) | Mihai Tudose          | 29 juin 2017     |
| Royaume-Uni (voir aussi : §4) | Reine                           | Élisabeth II          | 6 février 1952   |
| Royaume-Uni (voir aussi : §4) | Premier ministre                | Theresa May           | 13 juillet 2016  |
| Russie (voir aussi : §12)     | Président                       | Vladimir Poutine      | 7 mai 2012       |
| Russie (voir aussi : §12)     | Premier ministre                | Dmitri Medvedev       | 8 mai 2012       |
| Rwanda                        | Président de la République      | Paul Kagame           | 24 mars 2000     |
| Rwanda                        | Premier ministre                | Edouard Ngirente      | 30 août 2017     |

## S
| Pays                                          | Fonction                                      | Nom                                | Depuis (le)                                                              |
| --------------------------------------------- | --------------------------------------------- | ---------------------------------- | ------------------------------------------------------------------------ |
| Saint-Christophe-et-Niévès (voir aussi : §10) | Reine                                         | Élisabeth II                       | 19 septembre 1983                                                        |
| Saint-Christophe-et-Niévès (voir aussi : §10) | Gouverneur général                            | Tapley Seaton                      | 20 mai 2015                                                              |
| Saint-Christophe-et-Niévès (voir aussi : §10) | Premier ministre                              | Timothy Harris                     | 18 février 2015                                                          |
| Sainte-Lucie                                  | Reine                                         | Élisabeth II                       | 22 février 1979                                                          |
| Sainte-Lucie                                  | Gouverneurs généraux (successifs)             | Neville Cenac                      | 12 janvier 2018                                                          |
| Sainte-Lucie                                  | Gouverneurs généraux (successifs)             | Emsco Remy (intérim)               | 1er janvier 2018                                                         |
| Sainte-Lucie                                  | Premier ministre                              | Allen Chastanet                    | 7 juin 2016                                                              |
| Saint-Marin                                   | Capitaines-régents (successifs)               | Mirko Tomassoni et Luca Santolini  | 1er octobre 2018                                                         |
| Saint-Marin                                   | Capitaines-régents (successifs)               | Stefano Palmieri et Matteo Ciacci  | 1er avril 2018                                                           |
| Saint-Marin                                   | Capitaines-régents (successifs)               | Enrico Carattoni et Matteo Fiorini | 1er octobre 2017                                                         |
| Saint-Vincent-et-les-Grenadines               | Reine                                         | Élisabeth II                       | 27 octobre 1979                                                          |
| Saint-Vincent-et-les-Grenadines               | Gouverneur général                            | Frederick Ballantyne               | 2 septembre 2002                                                         |
| Saint-Vincent-et-les-Grenadines               | Premier ministre                              | Ralph Gonsalves                    | 29 mars 2001                                                             |
| Îles Salomon                                  | Reine                                         | Élisabeth II                       | 7 juillet 1978                                                           |
| Îles Salomon                                  | Gouverneur général                            | Sir Frank Kabui                    | 7 juillet 2009                                                           |
| Îles Salomon                                  | Premier ministre                              | Rick Houenipwela                   | 15 novembre 2017                                                         |
| Salvador                                      | Président de la République                    | Salvador Sánchez Cerén             | 1er juin 2014                                                            |
| Salvador                                      | Vice-président de la République               | Óscar Ortiz                        | 1er juin 2014                                                            |
| Samoa                                         | Chef de l’État                                | Va'aletoa Sualauvi II              | 20 juin 2017                                                             |
| Samoa                                         | Premier ministre                              | Tuilaepa Sailele Malielegaoi       | 23 novembre 1998                                                         |
| Sao Tomé-et-Principe (voir aussi : §10)       | Président de la République                    | Evaristo Carvalho                  | 3 septembre 2016                                                         |
| Sao Tomé-et-Principe (voir aussi : §10)       | Premiers ministres (successifs)               | Jorge Bom Jesus                    | 3 décembre 2018                                                          |
| Sao Tomé-et-Principe (voir aussi : §10)       | Premiers ministres (successifs)               | Patrice Trovoada                   | 29 novembre 2014                                                         |
| Sénégal                                       | Président de la République                    | Macky Sall                         | 2 avril 2012                                                             |
| Sénégal                                       | Premier ministre                              | Mohamed Ben Abdallah Dionne        | 6 juillet 2014                                                           |
| Serbie (voir aussi : §1, §11)                 | Président de la République                    | Aleksandar Vučić                   | 31 mai 2017                                                              |
| Serbie (voir aussi : §1, §11)                 | Présidente du gouvernement                    | Ana Brnabić                        | 29 juin 2017                                                             |
| Seychelles                                    | Présidents de la République                   | Danny Faure                        | 16 octobre 2016                                                          |
| Seychelles                                    | Vice-président de la République               | Vincent Mériton                    | 26 octobre 2016                                                          |
| Sierra Leone                                  | Présidents de la République (successifs)      | Julius Maada Bio                   | 4 avril 2018                                                             |
| Sierra Leone                                  | Présidents de la République (successifs)      | Ernest Bai Koroma                  | 17 septembre 2007                                                        |
| Sierra Leone                                  | Vice-présidents de la République (successifs) | Mohamed Juldeh Jalloh              | 4 avril 2018                                                             |
| Sierra Leone                                  | Vice-présidents de la République (successifs) | Victor Bockarie Foh                | 19 mars 2015                                                             |
| Sierra Leone                                  | Chief Minister                                | David J. Francis                   | 4 mai 2018                                                               |
| Singapour                                     | Présidente de la République                   | Halimah Yacob                      | 14 septembre 2017                                                        |
| Singapour                                     | Premier ministre                              | Lee Hsien Loong                    | 12 août 2004                                                             |
| Slovaquie                                     | Président de la République                    | Andrej Kiska                       | 15 juin 2014                                                             |
| Slovaquie                                     | Présidents du gouvernement (successifs)       | Peter Pellegrini                   | 22 mars 2018                                                             |
| Slovaquie                                     | Présidents du gouvernement (successifs)       | Robert Fico                        | 8 juillet 2010                                                           |
| Slovénie                                      | Président de la République                    | Borut Pahor                        | 22 décembre 2012                                                         |
| Slovénie                                      | Présidents du gouvernement (successifs)       | Marjan Šarec                       | 13 septembre 2018                                                        |
| Slovénie                                      | Présidents du gouvernement (successifs)       | Miro Cerar                         | 18 septembre 2014                                                        |
| Somalie (voir aussi : §11)                    | Président de la République                    | Mohamed Abdullahi Mohamed          | 8 février 2017                                                           |
| Somalie (voir aussi : §11)                    | Premier ministre                              | Hassan Ali Khayre                  | 1er mars 2017                                                            |
| Soudan                                        | Président de la République                    | Omar el-Béchir                     | 30 juin 1989                                                             |
| Soudan                                        | Premiers ministres (successifs)               | Moutaz Moussa Abdallah             | 10 septembre 2018                                                        |
| Soudan                                        | Premiers ministres (successifs)               | Bakri Hassan Saleh                 | 2 mars 2017                                                              |
| Soudan du Sud                                 | Président de la République                    | Salva Kiir                         | 9 juillet 2011                                                           |
| Soudan du Sud                                 | Premier Vice-président de la République       | Taban Deng Ga                      | 23 juillet 2016                                                          |
| Soudan du Sud                                 | Second Vice-présidente de la République       | James Wani Igga                    | 11 février 2016                                                          |
| Sri Lanka                                     | Président de la République                    | Maithripala Sirisena               | 9 janvier 2014                                                           |
| Sri Lanka                                     | Premiesrs ministres (successifs)              | Ranil Wickremesinghe               | 16 décembre 2018                                                         |
| Sri Lanka                                     | Premiesrs ministres (successifs)              | Mahinda Rajapakse,                 | 26 octobre 2018 (corevendicateur du 26 octobre 2018 au 16 décembre 2018) |
| Sri Lanka                                     | Premiesrs ministres (successifs)              | Ranil Wickremesinghe,              | 9 janvier 2014 (corevendicateur du 26 octobre 2018 au 16 décembre 2018)  |
| Suède                                         | Roi                                           | Charles XVI Gustave                | 19 septembre 1973                                                        |
| Suède                                         | Premier ministre                              | Stefan Löfven                      | 3 octobre 2014                                                           |
| Suisse                                        | Président de la Confédération                 | Alain Berset                       | 1er janvier 2018                                                         |
| Suriname                                      | Président                                     | Dési Bouterse                      | 12 août 2010                                                             |
| Suriname                                      | Vice-président                                | Ashwin Adhin                       | 12 août 2015                                                             |
| Swaziland                                     | Roi                                           | Mswati III                         | 25 avril 1986                                                            |
| Swaziland                                     | Premiers ministres (successifs)               | Ambrose Mandvulo Dlamini           | 29 octobre 2018                                                          |
| Swaziland                                     | Premiers ministres (successifs)               | Vincent Mhlanga (intérim)          | 5 septembre 2018                                                         |
| Swaziland                                     | Premiers ministres (successifs)               | Barnabas Sibusiso Dlamini          | 23 octobre 2008                                                          |
| Syrie (voir aussi : §10, §12)                 | Président de la République                    | Bachar el-Assad                    | 17 juillet 2000                                                          |
| Syrie (voir aussi : §10, §12)                 | Premier ministre                              | Imad Khamis                        | 3 juillet 2016                                                           |

## T
| Pays                                 | Fonction                                 | Nom                       | Depuis (le)       |
| ------------------------------------ | ---------------------------------------- | ------------------------- | ----------------- |
| Tadjikistan (voir aussi : §10)       | Président                                | Emomalii Rahmon           | 19 novembre 1992  |
| Tadjikistan (voir aussi : §10)       | Premier ministre                         | Kokhir Rasulzoda          | 23 novembre 2003  |
| Tanzanie (voir aussi : §10)          | Président de la République               | John Magufuli             | 5 novembre 2015   |
| Tanzanie (voir aussi : §10)          | Premier ministre                         | Mizengo Pinda             | 20 novembre 2015  |
| Tchad                                | Président de la République               | Idriss Déby               | 2 décembre 1990   |
| Tchad                                | Premier ministre                         | fonction abolie           | 4 mai 2018        |
| Tchad                                | Premier ministre                         | Albert Pahimi Padacké     | 15 février 2016   |
| Tchéquie                             | Président de la République               | Miloš Zeman               | 7 mars 2013       |
| Tchéquie                             | Premier ministre                         | Andrej Babiš              | 13 décembre 2017  |
| Thaïlande                            | Roi                                      | Rama X                    | 1er décembre 2016 |
| Thaïlande                            | Premier ministre                         | Prayuth Chan-ocha         | 22 mai 2014       |
| Timor oriental                       | Président de la République               | Francisco Guterres        | 20 mai 2017       |
| Timor oriental                       | Premiers ministres (successifs)          | Taur Matan Ruak           | 22 juin 2018      |
| Timor oriental                       | Premiers ministres (successifs)          | Marí Alkatiri             | 15 septembre 2017 |
| Togo                                 | Président de la République               | Faure Gnassingbé          | 4 mai 2005        |
| Togo                                 | Premier ministre                         | Komi Sélom Klassou        | 10 juin 2015      |
| Tonga                                | Roi                                      | Tupou VI                  | 18 mars 2012      |
| Tonga                                | Premier ministre                         | ʻAkilisi Pohiva           | 29 décembre 2014  |
| Trinité-et-Tobago (voir aussi : §10) | Présidents de la République (successifs) | Paula-Mae Weekes          | 19 mars 2018      |
| Trinité-et-Tobago (voir aussi : §10) | Présidents de la République (successifs) | Anthony Carmona           | 18 mars 2013      |
| Trinité-et-Tobago (voir aussi : §10) | Premier ministre                         | Keith Rowley              | 9 septembre 2015  |
| Tunisie                              | Président de la République               | Béji Caïd Essebsi         | 31 décembre 2014  |
| Tunisie                              | Chef du gouvernement                     | Youssef Chahed            | 27 août 2016      |
| Turkménistan                         | Président                                | Gurbanguly Berdimuhamedow | 21 décembre 2006  |
| Turkménistan                         | Vice Premier ministre                    | Raşit Meredow             | 17 février 2007   |
| Turquie                              | Président de la République               | Recep Tayyip Erdoğan      | 28 août 2014      |
| Turquie                              | Premier ministre                         | fonction aboli            | 29 juillet 2018   |
| Turquie                              | Premier ministre                         | Binali Yıldırım           | 24 mai 2016       |
| Tuvalu                               | Reine                                    | Élisabeth II              | 1er octobre 1978  |
| Tuvalu                               | Gouverneur général                       | Iakoba Taeia Italeli      | 16 avril 2010     |
| Tuvalu                               | Premier ministre                         | Enele Sopoaga             | 1er août 2013     |

## U
| Pays                          | Fonction                        | Nom                | Depuis (le)       |
| ----------------------------- | ------------------------------- | ------------------ | ----------------- |
| Ukraine (voir aussi §10, §12) | Président                       | Petro Porochenko   | 7 juin 2014       |
| Ukraine (voir aussi §10, §12) | Premier ministre                | Volodymyr Hroïsman | 14 avril 2016     |
| Uruguay                       | Président de la République      | Tabaré Vázquez     | 1er mars 2015     |
| Uruguay                       | Vice-président de la République | Lucía Topolansky   | 11 septembre 2017 |

## V
| Pays                  | Fonction                                          | Nom                           | Depuis (le)       |
| --------------------- | ------------------------------------------------- | ----------------------------- | ----------------- |
| Vanuatu               | Président de la République                        | Tallis Obed Moses             | 6 juillet 2017    |
| Vanuatu               | Premier ministre                                  | Charlot Salwai                | 11 février 2016   |
| Vatican (Saint-Siège) | Souverain                                         | François (pape)               | 13 mars 2013      |
| Vatican (Saint-Siège) | Président du Gouvernorat                          | Giuseppe Bertello             | 1er octobre 2011  |
| Vatican (Saint-Siège) | Secrétaire d’État                                 | Pietro Parolin                | 15 octobre 2013   |
| Venezuela             | Président de la République                        | Nicolás Maduro                | 5 mars 2013       |
| Venezuela             | Vice-présidents exécutifs (successifs)            | Delcy Rodríguez               | 14 juin 2018      |
| Venezuela             | Vice-présidents exécutifs (successifs)            | Tareck El Aissami             | 4 janvier 2017    |
| Viêt Nam              | Secrétaire général du Parti communiste vietnamien | Nguyễn Phú Trọng              | 19 janvier 2011   |
| Viêt Nam              | Présidents (successifs)                           | Nguyễn Phú Trọng              | 23 octobre 2018   |
| Viêt Nam              | Présidents (successifs)                           | Đặng Thị Ngọc Thịnh (intérim) | 21 septembre 2018 |
| Viêt Nam              | Présidents (successifs)                           | Trần Đại Quang                | 2 avril 2016      |
| Viêt Nam              | Premier ministre                                  | Nguyễn Xuân Phúc              | 7 avril 2016      |

## Y
| Pays  | Fonction                            | Nom                                                                                    | Depuis (le)                                                                         |
| ----- | ----------------------------------- | -------------------------------------------------------------------------------------- | ----------------------------------------------------------------------------------- |
| Yémen | Chefs d'État (en concurrence)       | Abd Rab Mansour Hadi (président)                                                       | 27 février 2012 (corevendicateur du 21 février 2015)                                |
| Yémen | Chefs d'État (en concurrence)       | Mehdi Hussein al-Machat (président du Conseil politique suprême) (gouvernement houthi) | 23 avril 2018 (corevendicateur du 23 avril 2018)                                    |
| Yémen | Chefs d'État (en concurrence)       | Saleh Ali al-Sammad (président du Conseil politique suprême) (gouvernement houthi)     | 14 août 2016- 19 avril 2018) (corevendicateur du 14 août 2016 au 19 avril 2018)     |
| Yémen | Premiers ministres (en concurrence) | Maeen Abdul Malik                                                                      | 15 octobre 2018 (corevendicateur du 15 octobre 2018)                                |
| Yémen | Premiers ministres (en concurrence) | Ahmed ben Dagher                                                                       | 4 avril 2016 - 15 octobre 2018 (corevendicateur du 4 avril 2016 au 15 octobre 2018) |
| Yémen | Premiers ministres (en concurrence) | Abdel Aziz ben Habtour (gouvernement houthi)                                           | 28 novembre 2016 (corevendicateur du 4 novembre 2016)                               |

## Z
| Pays     | Fonction                                | Nom                  | Depuis (le)      |
| -------- | --------------------------------------- | -------------------- | ---------------- |
| Zambie   | Président                               | Edgar Lungu          | 25 janvier 2015  |
| Zambie   | Vice-présidents de la République        | Inonge Wina          | 26 janvier 2015  |
| Zimbabwe | Président                               | Emmerson Mnangagwa   | 24 novembre 2017 |
| Zimbabwe | Premier Vice-président de la République | Constantino Chiwenga | 28 décembre 2017 |
| Zimbabwe | Second vice-président de la République  | Kembo Mohadi         | 28 décembre 2017 |

- Haut – A
- B
- C
- D
- E
- F
- G
- H
- I
- J
- K
- L
- M
- N
- O
- P
- Q
- R
- S
- T
- U
- V
- W
- X
- Y
- Z

## Entités partiellement reconnues comme État
Ces pays sont reconnus par plusieurs autres États, mais pas encore par l'ONU, c'est-à-dire pas par la majorité des membres de cet organisme.
| Entité et statut                                                                                     | Issue de | Fonction                        | Nom                       | Depuis le         |
| --- | -------- | ------------------------------- | ------------------------- | ----------------- |
| Abkhazie (État pro-russe sécessionniste de la Géorgie) (voir aussi : §12)                            | Géorgie  | Président                       | Raul Khadjimba            | 25 septembre 2014 |
| Abkhazie (État pro-russe sécessionniste de la Géorgie) (voir aussi : §12)                            | Géorgie  | Premiers ministres (successifs) | Valeri Bganba             | 18 septembre 2018 |
| Abkhazie (État pro-russe sécessionniste de la Géorgie) (voir aussi : §12)                            | Géorgie  | Premiers ministres (successifs) | Daur Archba (intérim)     | 9 septembre 2018  |
| Abkhazie (État pro-russe sécessionniste de la Géorgie) (voir aussi : §12)                            | Géorgie  | Premiers ministres (successifs) | Gennadi Gagulia           | 24 mai 2018       |
| Abkhazie (État pro-russe sécessionniste de la Géorgie) (voir aussi : §12)                            | Géorgie  | Premiers ministres (successifs) | Beslan Bartsits           | 5 août 2016       |
| Chypre du Nord (gouvernement pro-turc) (voir aussi : §12)                                            | Chypre   | Président                       | Mustafa Akıncı            | 30 avril 2015     |
| Chypre du Nord (gouvernement pro-turc) (voir aussi : §12)                                            | Chypre   | Premiers ministres (successifs) | Tufan Erhürman            | 2 février 2018    |
| Chypre du Nord (gouvernement pro-turc) (voir aussi : §12)                                            | Chypre   | Premiers ministres (successifs) | Huseyin Özgürgun          | 16 avril 2016     |
| Kosovo (Région autonome puis République auto-proclamée indépendante de la Serbie) (voir aussi : §11) | Serbie   | Président de la République      | Hashim Thaçi              | 7 avril 2016      |
| Kosovo (Région autonome puis République auto-proclamée indépendante de la Serbie) (voir aussi : §11) | Serbie   | Premier ministre                | Ramush Haradinaj          | 9 septembre 2017  |
| Kosovo (Région autonome puis République auto-proclamée indépendante de la Serbie) (voir aussi : §11) | Serbie   | Administrateur de l’ONU         | Zahir Tanin (Afghanistan) | 9 octobre 2015    |
| Ossétie du Sud (État pro-russe sécessionniste de la Géorgie) (voir aussi : §12)                      | Géorgie  | Président                       | Anatoli Bibilov           | 21 avril 2017     |
| Ossétie du Sud (État pro-russe sécessionniste de la Géorgie) (voir aussi : §12)                      | Géorgie  | Premier ministre                | Erik Poukhayev            | 16 mai 2017       |
| Sahara occidental alias République arabe sahraouie démocratique (RASD)                               | Maroc    | Président                       | Brahim Ghali              | 12 juillet 2016   |
| Sahara occidental alias République arabe sahraouie démocratique (RASD)                               | Maroc    | Premiers ministres (successifs) | Mohamed Wali Akeik        | 4 février 2018    |
| Sahara occidental alias République arabe sahraouie démocratique (RASD)                               | Maroc    | Premiers ministres (successifs) | Abdelkader Taleb Oumar    | 29 octobre 2003   |
| Taïwan alias République de Chine                                                                     | Chine    | Président de la République      | Tsai Ing-wen              | 20 mai 2016       |
| Taïwan alias République de Chine                                                                     | Chine    | Président du Yuan exécutif      | William Lai               | 8 septembre 2017  |

## Entités proches du statut d’État
| Entité                   | Statut                                | Nom                 | Depuis le         |
| ------------------------ | ------------------------------------- | ------------------- | ----------------- |
| Autorité palestinienne . | Président                             | Mahmoud Abbas       | 15 janvier 2005   |
| Autorité palestinienne . | Premier ministre                      | Rami Hamdallah      | 6 juin 2013       |
| Union européenne         | Président du Conseil européen         | Donald Tusk         | 1er décembre 2014 |
| Union européenne         | Président de la Commission européenne | Jean-Claude Juncker | 1er novembre 2014 |

## Départements et régions françaises d'outre-mer, collectivités françaises d'outre-mer et territoires français à statut spécial
Ces entités relèvent de la révision constitutionnelle du 28 mars 2003, relative aux territoires de la République française.
Mayotte, précédemment collectivité d'outre-mer est devenu un département d'outre-mer le 31 mars 2011.
| Territoire                                                                       | Statut                                                  | Fonction                                                                                 | Nom                          | Depuis le         |
| -------------------------------------------------------------------------------- | ------------------------------------------------------- | ---------------------------------------------------------------------------------------- | ---------------------------- | ----------------- |
| Île de Clipperton                                                                | Domaine public maritime de l'État français              | Président de la République                                                               | Emmanuel Macron              | 14 mai 2017       |
| Île de Clipperton                                                                | Domaine public maritime de l'État français              | Ministre chargée de l'Outre-mer                                                          | Annick Girardin              | 17 mai 2017       |
| Île de Clipperton                                                                | Domaine public maritime de l'État français              | Haut-Commissaire                                                                         | René Bidal                   | 30 mai 2016       |
| Domaines français d'Israël Domaine National Français en Terre Sainte             | Possessions de l'État français                          | Président de la République                                                               | Emmanuel Macron              | 14 mai 2017       |
| Domaines français d'Israël Domaine National Français en Terre Sainte             | Possessions de l'État français                          | Ministre des Affaires étrangères                                                         | Jean-Yves Le Drian           | 17 mai 2017       |
| Domaines français d'Israël Domaine National Français en Terre Sainte             | Possessions de l'État français                          | Consul Général de France à Jérusalem                                                     | Pierre Cochard               | 20 septembre 2016 |
| Domaines français de Sainte-Hélène                                               | Possessions de l'État français                          | Président de la République                                                               | Emmanuel Macron              | 14 mai 2017       |
| Domaines français de Sainte-Hélène                                               | Possessions de l'État français                          | Ministre des Affaires étrangères                                                         | Jean-Yves Le Drian           | 17 mai 2017       |
| Domaines français de Sainte-Hélène                                               | Possessions de l'État français                          | Consul honoraire de France à Jamestown, Sainte-Hélène                                    | Michel Dancoisne-Martineau   | 1er décembre 1987 |
| Domaines français de Sainte-Hélène                                               | Possessions de l'État français                          | Conservateur                                                                             | Michel Dancoisne-Martineau   | 5 août 1991       |
| Domaines français de Vatican Pieux Établissements de la France à Rome et Lorette | Possessions de l'État français                          | Présidents de la République                                                              | Emmanuel Macron              | 14 mai 2017       |
| Domaines français de Vatican Pieux Établissements de la France à Rome et Lorette | Possessions de l'État français                          | Ministre des Affaires étrangères                                                         | Jean-Yves Le Drian           | 17 mai 2017       |
| Domaines français de Vatican Pieux Établissements de la France à Rome et Lorette | Possessions de l'État français                          | Présidents de la Congrégation générale (successifs)                                      | Yves Teyssier d'Orfeuil      | 4 juillet 2018    |
| Domaines français de Vatican Pieux Établissements de la France à Rome et Lorette | Possessions de l'État français                          | Présidents de la Congrégation générale (successifs)                                      | Philippe Zeller              | 12 mai 2016       |
| Domaines français de Vatican Pieux Établissements de la France à Rome et Lorette | Possessions de l'État français                          | Administrateur de la Fondation des Pieux Établissements de la France à Rome et à Lorette | révérend père Bernard Ardura | 15 avril 2005     |
| Guadeloupe                                                                       | Département et région d'outre-mer français              | Président de la République                                                               | Emmanuel Macron              | 14 mai 2017       |
| Guadeloupe                                                                       | Département et région d'outre-mer français              | Préfet (successifs)                                                                      | Philippe Gustin              | 28 mai 2018       |
| Guadeloupe                                                                       | Département et région d'outre-mer français              | Préfet (successifs)                                                                      | Virginie Kles (intérim)      | 18 mai 2018       |
| Guadeloupe                                                                       | Département et région d'outre-mer français              | Préfet (successifs)                                                                      | Éric Maire                   | 4 septembre 2017  |
| Guadeloupe                                                                       | Département et région d'outre-mer français              | Président du conseil régional                                                            | Ary Chalus                   | 18 décembre 2015  |
| Guadeloupe                                                                       | Département et région d'outre-mer français              | Présidente du conseil départemental                                                      | Josette Borel-Lincertin      | 2 avril 2015      |
| Guyane                                                                           | collectivité territoriale unique française              | Président de la République                                                               | Emmanuel Macron              | 14 mai 2017       |
| Guyane                                                                           | collectivité territoriale unique française              | Préfet                                                                                   | Patrice Faure                | 28 août 2017      |
| Guyane                                                                           | collectivité territoriale unique française              | Président de l'Assemblée                                                                 | Rodolphe Alexandre           | 18 décembre 2015  |
| Hauteville House                                                                 | Propriété de la mairie de Paris dans l'île de Guernesey | Président de la République                                                               | Emmanuel Macron              | 14 mai 2017       |
| Hauteville House                                                                 | Propriété de la mairie de Paris dans l'île de Guernesey | Ministre des Affaires étrangères                                                         | Jean-Yves Le Drian           | 17 mai 2017       |
| Hauteville House                                                                 | Propriété de la mairie de Paris dans l'île de Guernesey | Consul honoraire à Saint Peter Port, Guernsey                                            | Odile Blanchette             | ?                 |
| Hauteville House                                                                 | Propriété de la mairie de Paris dans l'île de Guernesey | Conservatrice                                                                            | Odile Blanchette             | ?                 |
| Martinique                                                                       | collectivité territoriale unique française              | Président de la République                                                               | Emmanuel Macron              | 14 mai 2017       |
| Martinique                                                                       | collectivité territoriale unique française              | Préfet                                                                                   | Franck Robine                | 19 juillet 2017   |
| Martinique                                                                       | collectivité territoriale unique française              | Président du conseil exécutif                                                            | Alfred Marie-Jeanne          | 18 décembre 2015  |
| Mayotte                                                                          | Département d'outre-mer français                        | Président de la République                                                               | Emmanuel Macron              | 14 mai 2017       |
| Mayotte                                                                          | Département d'outre-mer français                        | Préfets (successifs)                                                                     | Dominique Sorain             | 30 mars 2018      |
| Mayotte                                                                          | Département d'outre-mer français                        | Préfets (successifs)                                                                     | Frédéric Veau                | 23 mai 2016       |
| Mayotte                                                                          | Département d'outre-mer français                        | Président du conseil départemental                                                       | Soibahadine Ibrahim Ramadani | 2 avril 2015      |
| Nouvelle-Calédonie                                                               | Collectivité sui generis français                       | Président de la République                                                               | Emmanuel Macron              | 14 mai 2017       |
| Nouvelle-Calédonie                                                               | Collectivité sui generis français                       | Haut-Commissaire                                                                         | Thierry Lataste              | 20 juin 2016      |
| Nouvelle-Calédonie                                                               | Collectivité sui generis français                       | Président du gouvernement                                                                | Philippe Germain             | 1er avril 2015    |
| Polynésie française                                                              | Collectivité d'outre-mer français                       | Président de la République                                                               | Emmanuel Macron              | 14 mai 2017       |
| Polynésie française                                                              | Collectivité d'outre-mer français                       | Haut-Commissaire                                                                         | René Bidal                   | 30 mai 2016       |
| Polynésie française                                                              | Collectivité d'outre-mer français                       | Président                                                                                | Édouard Fritch               | 12 septembre 2014 |
| Réunion                                                                          | Département et région d'outre-mer français              | Président de la République                                                               | Emmanuel Macron              | 14 mai 2017       |
| Réunion                                                                          | Département et région d'outre-mer français              | Préfet                                                                                   | Amaury de Saint-Quentin      | 10 juillet 2017   |
| Réunion                                                                          | Département et région d'outre-mer français              | Président du Conseil Régional                                                            | Didier Robert                | 26 mars 2011      |
| Réunion                                                                          | Département et région d'outre-mer français              | Présidente du Conseil Départemental                                                      | Cyrille Melchior             | 18 décembre 2017  |
| Saint-Barthelemy                                                                 | Collectivité d'outre-mer française                      | Président de la République                                                               | Emmanuel Macron              | 14 mai 2017       |
| Saint-Barthelemy                                                                 | Collectivité d'outre-mer française                      | Préfet (successifs)                                                                      | Philippe Gustin              | 28 mai 2018       |
| Saint-Barthelemy                                                                 | Collectivité d'outre-mer française                      | Préfet (successifs)                                                                      | Virginie Kles (intérim)      | 18 mai 2018       |
| Saint-Barthelemy                                                                 | Collectivité d'outre-mer française                      | Préfet (successifs)                                                                      | Éric Maire                   | 4 septembre 2017  |
| Saint-Barthelemy                                                                 | Collectivité d'outre-mer française                      | Préfetes déléguées (successifs)                                                          | Sylvie Feucher               | 9 juillet 2018    |
| Saint-Barthelemy                                                                 | Collectivité d'outre-mer française                      | Préfetes déléguées (successifs)                                                          | Anne Laubies                 | 9 juin 2015       |
| Saint-Barthelemy                                                                 | Collectivité d'outre-mer française                      | Président du Conseil territorial                                                         | Bruno Magras                 | 15 juillet 2007   |
| Saint-Martin                                                                     | Collectivité d'outre-mer française                      | Président de la République                                                               | Emmanuel Macron              | 14 mai 2017       |
| Saint-Martin                                                                     | Collectivité d'outre-mer française                      | Préfet (successifs)                                                                      | Philippe Gustin              | 28 mai 2018       |
| Saint-Martin                                                                     | Collectivité d'outre-mer française                      | Préfet (successifs)                                                                      | Virginie Kles (intérim)      | 18 mai 2018       |
| Saint-Martin                                                                     | Collectivité d'outre-mer française                      | Préfet (successifs)                                                                      | Éric Maire                   | 4 septembre 2017  |
| Saint-Martin                                                                     | Collectivité d'outre-mer française                      | Préfetes déléguées (successifs)                                                          | Sylvie Daniélo-Feucher       | 9 juillet 2018    |
| Saint-Martin                                                                     | Collectivité d'outre-mer française                      | Préfetes déléguées (successifs)                                                          | Anne Laubies                 | 9 juin 2015       |
| Saint-Martin                                                                     | Collectivité d'outre-mer française                      | Président du Conseil territorial                                                         | Daniel Gibbs                 | 2 avril 2017      |
| Saint-Pierre-et-Miquelon                                                         | Collectivité d'outre-mer française                      | Président de la République                                                               | Emmanuel Macron              | 14 mai 2017       |
| Saint-Pierre-et-Miquelon                                                         | Collectivité d'outre-mer française                      | Préfets (successifs)                                                                     | Thierry Devimeux             | 17 janvier 2017   |
| Saint-Pierre-et-Miquelon                                                         | Collectivité d'outre-mer française                      | Préfets (successifs)                                                                     | Henri Jean                   | mars 2016         |
| Saint-Pierre-et-Miquelon                                                         | Collectivité d'outre-mer française                      | Président du Conseil territorial                                                         | Stéphane Lenormand           | 25 octobre 2017   |
| Terres australes et antarctiques françaises                                      | Territoire d'outre-mer français                         | Président de la République                                                               | Emmanuel Macron              | 14 mai 2017       |
| Terres australes et antarctiques françaises                                      | Territoire d'outre-mer français                         | Préfets administratrices supérieures (successifs)                                        | Évelyne Decorps              | 18 novembre 2018  |
| Terres australes et antarctiques françaises                                      | Territoire d'outre-mer français                         | Préfets administratrices supérieures (successifs)                                        | Christine Geoffroy (intérim) | 12 juin 2018      |
| Terres australes et antarctiques françaises                                      | Territoire d'outre-mer français                         | Préfets administratrices supérieures (successifs)                                        | Anne Tagand (intérim)        | 31 mai 2018       |
| Terres australes et antarctiques françaises                                      | Territoire d'outre-mer français                         | Préfets administratrices supérieures (successifs)                                        | Cécile Pozzo di Borgo        | 7 octobre 2014    |
| Wallis-et-Futuna                                                                 | Collectivité d'outre-mer française                      | Président de la République                                                               | Emmanuel Macron              | 14 mai 2017       |
| Wallis-et-Futuna                                                                 | Collectivité d'outre-mer française                      | Administrateurs supérieurs (successifs)                                                  | Christophe Lotigie (intérim) | 28 décembre 2018  |
| Wallis-et-Futuna                                                                 | Collectivité d'outre-mer française                      | Administrateurs supérieurs (successifs)                                                  | Jean-Francis Treffel         | 27 février 2017   |
| Wallis-et-Futuna                                                                 | Collectivité d'outre-mer française                      | Présidents de l'Assemblée territoriale                                                   | David Vergé                  | 4 avril 2017      |

## Territoires britanniques d'outre-mer et dépendances de la Couronne britannique
Un Territoire britannique d'outre-mer (en anglais, United Kingdom Overseas Territory, anciennement appelé Dependent Territory et plus tôt encore une colonie de la Couronne Crown colony) est l'un des 14 territoires qui trouve sous la souveraineté et le contrôle formel du Royaume-Uni mais qui n'est pas une partie du Royaume proprement dit (Grande-Bretagne et Irlande du Nord). Ils sont les vestiges de l'Empire britannique qui n'ont pas accédé à l'indépendance ou qui ont voté pour rester territoires britanniques.
Une Dépendance de la Couronne (en anglais Crown dependency) désigne les territoires qui sont possession de la Couronne britannique sans pour autant être rattachés au Royaume-Uni (et donc à l’Union européenne), au contraire des territoires britanniques d’outre-mer.
| Territoire                                                                          | Statut | Fonction                                                          | Nom                          | Depuis le                        |
| ----------------------------------------------------------------------------------- | --- | ----------------------------------------------------------------- | ---------------------------- | -------------------------------- |
| Akrotiri et Dhekelia                                                                | Base militaire souveraine                                                                                     | Reine                                                             | Élisabeth II                 | 6 février 1952                   |
| Akrotiri et Dhekelia                                                                | Base militaire souveraine                                                                                     | Administrateur                                                    | James Illingworth            | 15 février 2017                  |
| Anguilla                                                                            | Territoire britannique d'outre-mer                                                                            | Reine                                                             | Élisabeth II                 | 6 février 1952                   |
| Anguilla                                                                            | Territoire britannique d'outre-mer                                                                            | Gouverneur                                                        | Tim Foy                      | 21 août 2017                     |
| Anguilla                                                                            | Territoire britannique d'outre-mer                                                                            | Vice-gouverneur                                                   | Perin Bradley                | juillet 2015                     |
| Anguilla                                                                            | Territoire britannique d'outre-mer                                                                            | Ministre en chef                                                  | Victor Banks                 | 23 avril 2015                    |
| Antarctique (Territoire britannique de l') (British Antarctic Territory - BAT)      | Territoire britannique d'outre-mer Régi par le Traité de l'Antarctique ; contesté par l'Argentine et le Chili | Reine                                                             | Élisabeth II                 | 6 février 1952                   |
| Antarctique (Territoire britannique de l') (British Antarctic Territory - BAT)      | Territoire britannique d'outre-mer Régi par le Traité de l'Antarctique ; contesté par l'Argentine et le Chili | Commissaire                                                       | Ben Merrick                  | août 2017                        |
| Antarctique (Territoire britannique de l') (British Antarctic Territory - BAT)      | Territoire britannique d'outre-mer Régi par le Traité de l'Antarctique ; contesté par l'Argentine et le Chili | Administrateur                                                    | Stuart Doubleday             | 2016                             |
| Ascension                                                                           | Dépendance de Sainte-Hélène, Ascension et Tristan da Cunha                                                    | Gouverneure de Sainte-Hélène, Ascension et Tristan da Cunha       | Lisa Phillips                | 25 avril 2016                    |
| Ascension                                                                           | Dépendance de Sainte-Hélène, Ascension et Tristan da Cunha                                                    | Administrateurs de l'Île de l'Ascension (successifs)              | Justine Allan                | 23 mars 2018                     |
| Ascension                                                                           | Dépendance de Sainte-Hélène, Ascension et Tristan da Cunha                                                    | Administrateurs de l'Île de l'Ascension (successifs)              | Marc Holland                 | 27 août 2014                     |
| Aurigny                                                                             | Dépendance de Guernesey                                                                                       | Lieutenant-gouverneu de Guernesey                                 | Ian Corder                   | 14 mars 2016                     |
| Aurigny                                                                             | Dépendance de Guernesey                                                                                       | Bailli de Guernesey                                               | Richard Collas               | 23 mars 2012                     |
| Aurigny                                                                             | Dépendance de Guernesey                                                                                       | Président du Comité des politiques et des ressources de Guernesey | Gavin St. Pier               | 6 mai 2016                       |
| Aurigny                                                                             | Dépendance de Guernesey                                                                                       | Président des États (Chef du gouvernement)                        | Stuart Trought               | 22 juin 2011                     |
| Bermudes                                                                            | Territoire britannique d'outre-mer                                                                            | Reine                                                             | Élisabeth II                 | 6 février 1952                   |
| Bermudes                                                                            | Territoire britannique d'outre-mer                                                                            | Gouverneur                                                        | John Rankin                  | 5 décembre 2016                  |
| Bermudes                                                                            | Territoire britannique d'outre-mer                                                                            | Premier ministre                                                  | David Burt                   | 19 juillet 2017                  |
| Brecqhou                                                                            | Dépendance de Guernesey                                                                                       | Lieutenant-gouverneur de Guernesey                                | Ian Corder                   | 4 mars 2016                      |
| Brecqhou                                                                            | Dépendance de Guernesey                                                                                       | Bailli de Guernesey                                               | Richard Collas               | 23 mars 2012                     |
| Brecqhou                                                                            | Dépendance de Guernesey                                                                                       | Président du Comité des politiques et des ressources de Guernesey | Gavin St. Pier               | 6 mai 2016                       |
| Brecqhou                                                                            | Dépendance de Guernesey                                                                                       | Tenant                                                            | David Barclay                | 1993                             |
| Caïmans (îles)                                                                      | Territoire britannique d'outre-mer                                                                            | Reine                                                             | Élisabeth II                 | 6 février 1952                   |
| Caïmans (îles)                                                                      | Territoire britannique d'outre-mer                                                                            | Gouverneurs (successifs)                                          | Martyn Roper                 | 29 octobre 2018                  |
| Caïmans (îles)                                                                      | Territoire britannique d'outre-mer                                                                            | Gouverneurs (successifs)                                          | Franz Manderson (intérim)    | 13 juin 2018                     |
| Caïmans (îles)                                                                      | Territoire britannique d'outre-mer                                                                            | Gouverneurs (successifs)                                          | Anwar Choudhury              | 26 mars 2018 - 20 septembre 2018 |
| Caïmans (îles)                                                                      | Territoire britannique d'outre-mer                                                                            | Gouverneurs (successifs)                                          | Franz Manderson (intérim)    | 5 mars 2018                      |
| Caïmans (îles)                                                                      | Territoire britannique d'outre-mer                                                                            | Gouverneurs (successifs)                                          | Helen Kilpatrick             | 6 septembre 2013                 |
| Caïmans (îles)                                                                      | Territoire britannique d'outre-mer                                                                            | Premier                                                           | Alden McLaughlin             | 29 mai 2013                      |
| Caïmans (îles)                                                                      | Territoire britannique d'outre-mer                                                                            | Vice-premier                                                      | Moses Kirkconnell            | 29 mai 2013                      |
| Falkland (îles) (alias îles Malouines)                                              | Territoire britannique d'outre-mer                                                                            | Reine                                                             | Élisabeth II                 | 6 février 1952                   |
| Falkland (îles) (alias îles Malouines)                                              | Territoire britannique d'outre-mer                                                                            | Gouverneur                                                        | Nigel Phillips               | 12 septembre 2017                |
| Falkland (îles) (alias îles Malouines)                                              | Territoire britannique d'outre-mer                                                                            | Premier ministre                                                  | Barry Rowland                | 6 octobre 2016                   |
| Géorgie du Sud-et-les Îles Sandwich du Sud                                          | Territoire britannique d'outre-mer (revendiqué par l'Argentine)                                               | Reine                                                             | Élisabeth II                 | 6 février 1952                   |
| Géorgie du Sud-et-les Îles Sandwich du Sud                                          | Territoire britannique d'outre-mer (revendiqué par l'Argentine)                                               | Commissaire                                                       | Nigel Phillips               | 12 septembre 2017                |
| Gibraltar                                                                           | Territoire britannique d'outre-mer                                                                            | Reine                                                             | Élisabeth II                 | 6 février 1952                   |
| Gibraltar                                                                           | Territoire britannique d'outre-mer                                                                            | Gouverneur                                                        | Edward Davis                 | 19 janvier 2016                  |
| Gibraltar                                                                           | Territoire britannique d'outre-mer                                                                            | Premier ministre                                                  | Fabian Picardo               | 9 décembre 2011                  |
| Guernesey                                                                           | Dépendance de la Couronne britannique                                                                         | La Reine, Duc de Normandie                                        | Élisabeth II                 | 6 février 1952                   |
| Guernesey                                                                           | Dépendance de la Couronne britannique                                                                         | Lieutenant-gouverneur                                             | Ian Corder                   | 4 mars 2016                      |
| Guernesey                                                                           | Dépendance de la Couronne britannique                                                                         | Bailli                                                            | Richard Collas               | 23 mars 2012                     |
| Guernesey                                                                           | Dépendance de la Couronne britannique                                                                         | Président du Comité des politiques et des ressources de Guernesey | Gavin St. Pier               | 6 mai 2016                       |
| Herm                                                                                | Dépendance de Guernesey                                                                                       | Lieutenant-gouverneur de Guernesey                                | Ian Corder                   | 4 mars 2016                      |
| Herm                                                                                | Dépendance de Guernesey                                                                                       | Bailli de Guernesey                                               | Richard Collas               | 23 mars 2012                     |
| Herm                                                                                | Dépendance de Guernesey                                                                                       | Président du Comité des politiques et des ressources de Guernesey | Gavin St. Pier               | 6 mai 2016                       |
| Herm                                                                                | Dépendance de Guernesey                                                                                       | Tenant                                                            | John Singer                  | 1er octobre 2008                 |
| Jersey                                                                              | Dépendance de la Couronne britannique                                                                         | La Reine, Duc de Normandie                                        | Élisabeth II                 | 6 février 1952                   |
| Jersey                                                                              | Dépendance de la Couronne britannique                                                                         | Lieutenant-gouverneur                                             | Stephen Dalton               | 26 septembre 2011                |
| Jersey                                                                              | Dépendance de la Couronne britannique                                                                         | Bailli                                                            | William Bailhache            | 29 janvier 2015                  |
| Jersey                                                                              | Dépendance de la Couronne britannique                                                                         | Premiers ministres (successifs)                                   | John Le Fondré Jr            | 4 juin 2018                      |
| Jersey                                                                              | Dépendance de la Couronne britannique                                                                         | Premiers ministres (successifs)                                   | Ian Gorst                    | 18 novembre 2011                 |
| Jéthou                                                                              | Dépendance de Guernesey                                                                                       | Lieutenant-gouverneur de Guernesey                                | Ian Corder                   | 4 mars 2016                      |
| Jéthou                                                                              | Dépendance de Guernesey                                                                                       | Bailli de Guernesey                                               | Richard Collas               | 23 mars 2012                     |
| Jéthou                                                                              | Dépendance de Guernesey                                                                                       | Président du Comité des politiques et des ressources de Guernesey | Gavin St. Pier               | 6 mai 2016                       |
| Jéthou                                                                              | Dépendance de Guernesey                                                                                       | Subtenant                                                         | Peter Ogden                  | 1994                             |
| Man (île de)                                                                        | Dépendance de la Couronne britannique                                                                         | La Reine, Seigneur de Man                                         | Élisabeth II                 | 6 février 1952                   |
| Man (île de)                                                                        | Lieutenant-gouverneur                                                                                         | sir Richard Gozney                                                | 27 mai 2016                  |                                  |
| Man (île de)                                                                        | Premiers deemsters (successifs)                                                                               | Andrew Corlett                                                    | 10 juillet 2018              |                                  |
| Man (île de)                                                                        | Premiers deemsters (successifs)                                                                               | David Doyle                                                       | 16 novembre 2010             |                                  |
| Man (île de)                                                                        | Premier ministre                                                                                              | Howard Quayle                                                     | 11 octobre 2011              |                                  |
| Montserrat                                                                          | Territoire britannique d'outre-mer                                                                            | Reine                                                             | Élisabeth II                 | 6 février 1952                   |
| Montserrat                                                                          | Territoire britannique d'outre-mer                                                                            | Gouverneur (successifs)                                           | Andrew Pearce                | 1er février 2018                 |
| Montserrat                                                                          | Territoire britannique d'outre-mer                                                                            | Gouverneur (successifs)                                           | Lyndell Simpson (intérim)    | 2 janvier 2018                   |
| Montserrat                                                                          | Territoire britannique d'outre-mer                                                                            | Gouverneur (successifs)                                           | Elizabeth Carriere           | 5 août 2015                      |
| Montserrat                                                                          | Territoire britannique d'outre-mer                                                                            | Premier ministre                                                  | Donaldson Romeo              | 12 septembre 2014                |
| Océan Indien (Territoire britannique de l') (British Indian Ocean Territory - BIOT) | Territoire britannique d'outre-mer                                                                            | Reine                                                             | Élisabeth II                 | 6 février 1952                   |
| Océan Indien (Territoire britannique de l') (British Indian Ocean Territory - BIOT) | Territoire britannique d'outre-mer                                                                            | Commissaire                                                       | Ben Merrick                  | août 2017                        |
| Océan Indien (Territoire britannique de l') (British Indian Ocean Territory - BIOT) | Territoire britannique d'outre-mer                                                                            | Administratrice                                                   | Linsey Billing               | juillet 2017                     |
| Océan Indien (Territoire britannique de l') (British Indian Ocean Territory - BIOT) | Territoire britannique d'outre-mer                                                                            | Représentante du commissaire                                      | Karen Kahill                 | 2017                             |
| Pitcairn (îles)                                                                     | Territoire britannique d'outre-mer                                                                            | Reine                                                             | Élisabeth II                 | 6 février 1952                   |
| Pitcairn (îles)                                                                     | Territoire britannique d'outre-mer                                                                            | Gouverneurs (successifs)                                          | Laura Clarke                 | 23 janvier 2018                  |
| Pitcairn (îles)                                                                     | Territoire britannique d'outre-mer                                                                            | Gouverneurs (successifs)                                          | Robin Shackell (intérim)     | 9 décembre 2017                  |
| Pitcairn (îles)                                                                     | Territoire britannique d'outre-mer                                                                            | Maire                                                             | Shawn Christian              | 1er janvier 2014                 |
| Rockall (Écosse)                                                                    | Îlot inhabité et isolé rattaché au Conseil unitaire Hebrides Extérieures                                      | Secrétaire d'État pour l'Écosse                                   | David Mundell                | 11 mai 2015                      |
| Rockall (Écosse)                                                                    | Îlot inhabité et isolé rattaché au Conseil unitaire Hebrides Extérieures                                      | Premier ministre d'Écosse                                         | Nicola Sturgeon              | 19 novembre 2014                 |
| Rockall (Écosse)                                                                    | Îlot inhabité et isolé rattaché au Conseil unitaire Hebrides Extérieures                                      | Président du Conseil des Hébrides Extérieures                     | Norman A Macdonald           | 10 mai 2012                      |
| Sainte-Hélène, Ascension et Tristan da Cunha                                        | Territoire britannique d'outre-mer                                                                            | Reine                                                             | Élisabeth II                 | 6 février 1952                   |
| Sainte-Hélène, Ascension et Tristan da Cunha                                        | Territoire britannique d'outre-mer                                                                            | Gouverneure                                                       | Lisa Phillips                | 25 avril 2016                    |
| Sercq                                                                               | Dépendance de Guernesey                                                                                       | Lieutenant-gouverneur de Guernesey                                | Ian Corder                   | 4 mars 2016                      |
| Sercq                                                                               | Dépendance de Guernesey                                                                                       | Bailli de Guernesey                                               | Richard Collas               | 23 mars 2012                     |
| Sercq                                                                               | Dépendance de Guernesey                                                                                       | Président du Comité des politiques et des ressources de Guernesey | Gavin St. Pier               | 6 mai 2016                       |
| Sercq                                                                               | Dépendance de Guernesey                                                                                       | Seigneur                                                          | Christopher Beaumont         | 3 juillet 2016                   |
| Tristan da Cunha                                                                    | Dépendance de Sainte-Hélène, Ascension et Tristan da Cunha                                                    | Gouverneure de Sainte-Hélène, Ascension et Tristan da Cunha       | Lisa Phillips                | 25 avril 2016                    |
| Tristan da Cunha                                                                    | Dépendance de Sainte-Hélène, Ascension et Tristan da Cunha                                                    | Administrateur                                                    | Sean Burns                   | 30 novembre 2016                 |
| Turques-et-Caïques (îles)                                                           | Territoire britannique d'outre-mer                                                                            | Reine                                                             | Élisabeth II                 | 6 février 1952                   |
| Turques-et-Caïques (îles)                                                           | Territoire britannique d'outre-mer                                                                            | Gouverneur                                                        | John Freeman                 | 17 octobre 2016                  |
| Turques-et-Caïques (îles)                                                           | Territoire britannique d'outre-mer                                                                            | Premier ministre                                                  | Sharlene Cartwright-Robinson | 20 décembre 2016                 |
| Vierges (îles britanniques)                                                         | Territoire britannique d'outre-mer                                                                            | Reine                                                             | Élisabeth II                 | 6 février 1952                   |
| Vierges (îles britanniques)                                                         | Territoire britannique d'outre-mer                                                                            | Gouverneur                                                        | Gus Jaspert                  | 22 août 2017                     |
| Vierges (îles britanniques)                                                         | Territoire britannique d'outre-mer                                                                            | Vice-gouverneure                                                  | Rosalie Adams                | 15 août 2016                     |
| Vierges (îles britanniques)                                                         | Territoire britannique d'outre-mer                                                                            | Premier ministre                                                  | Orlando Smith                | 9 novembre 2011                  |

## Territoires spéciaux des États-Unis
| Territoires                                                                                              | Souveraineté & statut                                                                           | Fonction                             | Nom                            | Depuis le         |
| --- | ----------------------------------------------------------------------------------------------- | ------------------------------------ | ------------------------------ | ----------------- |
| Île Baker (Pacific Remote Islands Marine National Monument, Île mineure éloignée des États-Unis)         | États-Unis (Territoire non incorporé, non organisé, inhabité)                                   | Président                            | Donald Trump                   | 20 janvier 2017   |
| Île Baker (Pacific Remote Islands Marine National Monument, Île mineure éloignée des États-Unis)         | États-Unis (Territoire non incorporé, non organisé, inhabité)                                   | Directeurs de la USFWS (successifs)  | Margaret Everson (intérim)     | 12 novembre 2018  |
| Île Baker (Pacific Remote Islands Marine National Monument, Île mineure éloignée des États-Unis)         | États-Unis (Territoire non incorporé, non organisé, inhabité)                                   | Directeurs de la USFWS (successifs)  | Jim Kurth (intérim)            | 16 août 2018      |
| Île Baker (Pacific Remote Islands Marine National Monument, Île mineure éloignée des États-Unis)         | États-Unis (Territoire non incorporé, non organisé, inhabité)                                   | Directeurs de la USFWS (successifs)  | Greg Sheehan (intérim)         | 10 juin 2017      |
| Guam | États-Unis (Territoire non incorporé, organisé)                                                 | Président                            | Donald Trump                   | 20 janvier 2017   |
| Guam | États-Unis (Territoire non incorporé, organisé)                                                 | Gouverneur                           | Eddie Calvo                    | 3 janvier 2011    |
| Guantanamo Bay                                                                                           | États-Unis (Base militaire louée aux États-Unis)                                                | Commandants de la base (successifs)  | John A. Fischer                | 21 juin 2018      |
| Guantanamo Bay                                                                                           | États-Unis (Base militaire louée aux États-Unis)                                                | Commandants de la base (successifs)  | David Culpepper                | 17 avril 2015     |
| Île Howland (Pacific Remote Islands Marine National Monument, Île mineure éloignée des États-Unis)       | États-Unis (Territoire non incorporé, non organisé, inhabité)                                   | Président                            | Donald Trump                   | 20 janvier 2017   |
| Île Howland (Pacific Remote Islands Marine National Monument, Île mineure éloignée des États-Unis)       | États-Unis (Territoire non incorporé, non organisé, inhabité)                                   | Directeurs de la USFWS (successifs)  | Margaret Everson (intérim)     | 12 novembre 2018  |
| Île Howland (Pacific Remote Islands Marine National Monument, Île mineure éloignée des États-Unis)       | États-Unis (Territoire non incorporé, non organisé, inhabité)                                   | Directeurs de la USFWS (successifs)  | Jim Kurth (intérim)            | 16 août 2018      |
| Île Howland (Pacific Remote Islands Marine National Monument, Île mineure éloignée des États-Unis)       | États-Unis (Territoire non incorporé, non organisé, inhabité)                                   | Directeurs de la USFWS (successifs)  | Greg Sheehan (intérim)         | 10 juin 2017      |
| Île Jarvis (Pacific Remote Islands Marine National Monument, Île mineure éloignée des États-Unis)        | États-Unis (Territoire non incorporé, non organisé, inhabité)                                   | Président                            | Donald Trump                   | 1er juillet 2011  |
| Île Jarvis (Pacific Remote Islands Marine National Monument, Île mineure éloignée des États-Unis)        | États-Unis (Territoire non incorporé, non organisé, inhabité)                                   | Directeurs de la USFWS (successifs)  | Margaret Everson (intérim)     | 12 novembre 2018  |
| Île Jarvis (Pacific Remote Islands Marine National Monument, Île mineure éloignée des États-Unis)        | États-Unis (Territoire non incorporé, non organisé, inhabité)                                   | Directeurs de la USFWS (successifs)  | Jim Kurth (intérim)            | 16 août 2018      |
| Île Jarvis (Pacific Remote Islands Marine National Monument, Île mineure éloignée des États-Unis)        | États-Unis (Territoire non incorporé, non organisé, inhabité)                                   | Directeurs de la USFWS (successifs)  | Greg Sheehan (intérim)         | 10 juin 2017      |
| Atoll Johnston (Pacific Remote Islands Marine National Monument, Île mineure éloignée des États-Unis)    | États-Unis (Territoire non incorporé, non organisé, inhabité)                                   | Présidents                           | Donald Trump                   | 20 janvier 2017   |
| Atoll Johnston (Pacific Remote Islands Marine National Monument, Île mineure éloignée des États-Unis)    | États-Unis (Territoire non incorporé, non organisé, inhabité)                                   | Directeurs de la USFWS (successifs)  | Margaret Everson (intérim)     | 12 novembre 2018  |
| Atoll Johnston (Pacific Remote Islands Marine National Monument, Île mineure éloignée des États-Unis)    | États-Unis (Territoire non incorporé, non organisé, inhabité)                                   | Directeurs de la USFWS (successifs)  | Jim Kurth (intérim)            | 16 août 2018      |
| Atoll Johnston (Pacific Remote Islands Marine National Monument, Île mineure éloignée des États-Unis)    | États-Unis (Territoire non incorporé, non organisé, inhabité)                                   | Directeurs de la USFWS (successifs)  | Greg Sheehan (intérim)         | 10 juin 2017      |
| Récif Kingman (Pacific Remote Islands Marine National Monument, Île mineure éloignée des États-Unis)     | États-Unis (Territoire non incorporé, non organisé, inhabité)                                   | Président                            | Donald Trump                   | 20 janvier 2017   |
| Récif Kingman (Pacific Remote Islands Marine National Monument, Île mineure éloignée des États-Unis)     | États-Unis (Territoire non incorporé, non organisé, inhabité)                                   | Directeurs de la USFWS (successifs)  | Margaret Everson (intérim)     | 12 novembre 2018  |
| Récif Kingman (Pacific Remote Islands Marine National Monument, Île mineure éloignée des États-Unis)     | États-Unis (Territoire non incorporé, non organisé, inhabité)                                   | Directeurs de la USFWS (successifs)  | Jim Kurth (intérim)            | 16 août 2018      |
| Récif Kingman (Pacific Remote Islands Marine National Monument, Île mineure éloignée des États-Unis)     | États-Unis (Territoire non incorporé, non organisé, inhabité)                                   | Directeurs de la USFWS (successifs)  | Greg Sheehan (intérim)         | 10 juin 2017      |
| Mariannes du Nord (îles)                                                                                 | États-Unis (État libre associé, non incorporé, organisé)                                        | Président                            | Donald Trump                   | 20 janvier 2017   |
| Mariannes du Nord (îles)                                                                                 | États-Unis (État libre associé, non incorporé, organisé)                                        | Gouverneur                           | Ralph Torres                   | 29 décembre 2015  |
| Mariannes du Nord (îles)                                                                                 | États-Unis (État libre associé, non incorporé, organisé)                                        | Lieutenant gouverneur                | Victor Hocog                   | 29 décembre 2015  |
| Midway (îles) (Pacific Remote Islands Marine National Monument, Île mineure éloignée des États-Unis)     | États-Unis (Territoire non incorporé, non organisé, inhabité)                                   | Président                            | Donald Trump                   | 20 janvier 2017   |
| Midway (îles) (Pacific Remote Islands Marine National Monument, Île mineure éloignée des États-Unis)     | États-Unis (Territoire non incorporé, non organisé, inhabité)                                   | Directeurs de la USFWS (successifs)  | Margaret Everson (intérim)     | 12 novembre 2018  |
| Midway (îles) (Pacific Remote Islands Marine National Monument, Île mineure éloignée des États-Unis)     | États-Unis (Territoire non incorporé, non organisé, inhabité)                                   | Directeurs de la USFWS (successifs)  | Jim Kurth (intérim)            | 16 août 2018      |
| Midway (îles) (Pacific Remote Islands Marine National Monument, Île mineure éloignée des États-Unis)     | États-Unis (Territoire non incorporé, non organisé, inhabité)                                   | Directeurs de la USFWS (successifs)  | Greg Sheehan (intérim)         | 10 juin 2017      |
| Île de la Navasse (Pacific Remote Islands Marine National Monument, Île mineure éloignée des États-Unis) | États-Unis (Territoire non incorporé, non organisé, inhabité, revendiqué par Haïti)             | Président                            | Donald Trump                   | 20 janvier 2017   |
| Île de la Navasse (Pacific Remote Islands Marine National Monument, Île mineure éloignée des États-Unis) | États-Unis (Territoire non incorporé, non organisé, inhabité, revendiqué par Haïti)             | Directeurs de la USFWS (successifs)  | Margaret Everson (intérim)     | 12 novembre 2018  |
| Île de la Navasse (Pacific Remote Islands Marine National Monument, Île mineure éloignée des États-Unis) | États-Unis (Territoire non incorporé, non organisé, inhabité, revendiqué par Haïti)             | Directeurs de la USFWS (successifs)  | Jim Kurth (intérim)            | 16 août 2018      |
| Île de la Navasse (Pacific Remote Islands Marine National Monument, Île mineure éloignée des États-Unis) | États-Unis (Territoire non incorporé, non organisé, inhabité, revendiqué par Haïti)             | Directeurs de la USFWS (successifs)  | Greg Sheehan (intérim)         | 10 juin 2017      |
| Atoll Palmyra (Pacific Remote Islands Marine National Monument, Île mineure éloignée des États-Unis)     | États-Unis (Territoire incorporé, non organisé)                                                 | Président                            | Donald Trump                   | 20 janvier 2017   |
| Atoll Palmyra (Pacific Remote Islands Marine National Monument, Île mineure éloignée des États-Unis)     | États-Unis (Territoire incorporé, non organisé)                                                 | Directeurs de la USFWS, (successifs) | Margaret Everson (intérim)     | 12 novembre 2018  |
| Atoll Palmyra (Pacific Remote Islands Marine National Monument, Île mineure éloignée des États-Unis)     | États-Unis (Territoire incorporé, non organisé)                                                 | Directeurs de la USFWS, (successifs) | Jim Kurth (intérim)            | 16 août 2018      |
| Atoll Palmyra (Pacific Remote Islands Marine National Monument, Île mineure éloignée des États-Unis)     | États-Unis (Territoire incorporé, non organisé)                                                 | Directeurs de la USFWS, (successifs) | Greg Sheehan (intérim)         | 10 juin 2017      |
| Atoll Palmyra (Pacific Remote Islands Marine National Monument, Île mineure éloignée des États-Unis)     | États-Unis (Territoire incorporé, non organisé)                                                 | Gestionnaire                         | Alex Wegman                    | janvier 2016      |
| Porto Rico                                                                                               | États-Unis (État libre associé, non incorporé, organisé)                                        | Président                            | Donald Trump                   | 20 janvier 2017   |
| Porto Rico                                                                                               | États-Unis (État libre associé, non incorporé, organisé)                                        | Gouverneur                           | Ricardo Rosselló               | 2 janvier 2017    |
| Samoa américaines (îles)                                                                                 | États-Unis (Territoire non incorporé, non organisé)                                             | Président                            | Donald Trump                   | 20 janvier 2017   |
| Samoa américaines (îles)                                                                                 | États-Unis (Territoire non incorporé, non organisé)                                             | Gouverneur                           | Lolo Matalasi Moliga           | 3 janvier 2012    |
| Vierges américaines (îles)                                                                               | États-Unis (Territoire non incorporé, organisé)                                                 | Président                            | Donald Trump                   | 20 janvier 2017   |
| Vierges américaines (îles)                                                                               | États-Unis (Territoire non incorporé, organisé)                                                 | Gouverneur                           | Kenneth E. Mapp                | 5 janvier 2014    |
| Wake (Pacific Remote Islands Marine National Monument, Île mineure éloignée des États-Unis)              | États-Unis (Territoire non incorporé, non organisé, inhabité, revendiqué par les Îles Marshall) | Président                            | Donald Trump                   | 20 janvier 2017   |
| Wake (Pacific Remote Islands Marine National Monument, Île mineure éloignée des États-Unis)              | États-Unis (Territoire non incorporé, non organisé, inhabité, revendiqué par les Îles Marshall) | Administrateur                       | Douglas Domenech               | 18 septembre 2017 |
| Wake (Pacific Remote Islands Marine National Monument, Île mineure éloignée des États-Unis)              | États-Unis (Territoire non incorporé, non organisé, inhabité, revendiqué par les Îles Marshall) | Gouverneurs (successifs)             | Thomas E. Ayres                | 18 février 2018   |
| Wake (Pacific Remote Islands Marine National Monument, Île mineure éloignée des États-Unis)              | États-Unis (Territoire non incorporé, non organisé, inhabité, revendiqué par les Îles Marshall) | Gouverneurs (successifs)             | Joseph M. McDade, Jr (intérim) | 20 janvier 2017   |

## Territoires extérieurs, intérieurs et associés de l'Australie
Les territoires sont classés par ordre alphabétique de la partie principale de leur nom.
| Territoires                                                                 | Souveraineté et statut                                                                                               | Fonction                                                                                   | Nom                   | Depuis le        |
| --------------------------------------------------------------------------- | --- | ------------------------------------------------------------------------------------------ | --------------------- | ---------------- |
| Ashmore-et-Cartier (îles) (Ashmore and Cartier Islands)                     | Australie (Territoire extérieur)                                                                                     | Reine d'Australie                                                                          | Élisabeth II          | 6 février 1952   |
| Ashmore-et-Cartier (îles) (Ashmore and Cartier Islands)                     | Australie (Territoire extérieur)                                                                                     | Gouverneur général                                                                         | Peter Cosgrove        | 28 mars 2014     |
| Ashmore-et-Cartier (îles) (Ashmore and Cartier Islands)                     | Australie (Territoire extérieur)                                                                                     | Ministre australien assistant pour le développement régional et territoires                | Sussan Ley            | 28 août 2018     |
| Ashmore-et-Cartier (îles) (Ashmore and Cartier Islands)                     | Australie (Territoire extérieur)                                                                                     | Ministre australien du développement régional, des territoires et des Gouvernements locaux | fonction remplacée    | 28 août 2018     |
| Ashmore-et-Cartier (îles) (Ashmore and Cartier Islands)                     | Australie (Territoire extérieur)                                                                                     | Ministre australien du développement régional, des territoires et des Gouvernements locaux | John McVeigh          | 20 décembre 2017 |
| Christmas (île) (Christmas Island)                                          | Australie (Territoire extérieur)                                                                                     | Reine d'Australie                                                                          | Élisabeth II          | 6 février 1952   |
| Christmas (île) (Christmas Island)                                          | Australie (Territoire extérieur)                                                                                     | Gouverneur général                                                                         | Peter Cosgrove        | 28 mars 2014     |
| Christmas (île) (Christmas Island)                                          | Australie (Territoire extérieur)                                                                                     | Administratrice                                                                            | Natasha Griggs        | 5 octobre 2017   |
| Christmas (île) (Christmas Island)                                          | Australie (Territoire extérieur)                                                                                     | Président du comté                                                                         | Gordon Thomson        | 21 octobre 2013  |
| Cocos (îles) (Cocos (Keeling) Islands)                                      | Australie (Territoire extérieur)                                                                                     | Reine d'Australie                                                                          | Élisabeth II          | 6 février 1952   |
| Cocos (îles) (Cocos (Keeling) Islands)                                      | Australie (Territoire extérieur)                                                                                     | Gouverneur général                                                                         | Peter Cosgrove        | 28 mars 2014     |
| Cocos (îles) (Cocos (Keeling) Islands)                                      | Australie (Territoire extérieur)                                                                                     | Administratrice                                                                            | Natasha Griggs        | 5 octobre 2017   |
| Cocos (îles) (Cocos (Keeling) Islands)                                      | Australie (Territoire extérieur)                                                                                     | Président du comté                                                                         | Seri Wati Iku         | 25 octobre 2017  |
| Corail (îles de la mer de) (Coral Sea Islands)                              | Australie (Territoire extérieur)                                                                                     | Reine d'Australie                                                                          | Élisabeth II          | 6 février 1952   |
| Corail (îles de la mer de) (Coral Sea Islands)                              | Australie (Territoire extérieur)                                                                                     | Gouverneur général                                                                         | Peter Cosgrove        | 28 mars 2014     |
| Corail (îles de la mer de) (Coral Sea Islands)                              | Australie (Territoire extérieur)                                                                                     | Ministre australien assistant pour le développement régional et territoires                | Sussan Ley            | 28 août 2018     |
| Corail (îles de la mer de) (Coral Sea Islands)                              | Australie (Territoire extérieur)                                                                                     | Ministre australien du développement régional, des territoires et des Gouvernements locaux | fonction remplacée    | 28 août 2018     |
| Corail (îles de la mer de) (Coral Sea Islands)                              | Australie (Territoire extérieur)                                                                                     | Ministre australien du développement régional, des territoires et des Gouvernements locaux | John McVeigh          | 20 décembre 2017 |
| Heard-et-MacDonald (îles) (Heard and MacDonald Islands)                     | Australie (Territoire extérieur)                                                                                     | Reine d'Australie                                                                          | Élisabeth II          | 6 février 1952   |
| Heard-et-MacDonald (îles) (Heard and MacDonald Islands)                     | Australie (Territoire extérieur)                                                                                     | Gouverneur général                                                                         | Peter Cosgrove        | 28 mars 2014     |
| Heard-et-MacDonald (îles) (Heard and MacDonald Islands)                     | Australie (Territoire extérieur)                                                                                     | Directeur du Département australien de l'Antarctique                                       | Nick Gales            | 6 août 2015      |
| Île Lord Howe                                                               | Nouvelle-Galles du Sud (Zone non incorporée avec auto-gouvernance de l'État Nouvelle-Galles du Sud)                  | Gouverneur de Nouvelle-Galles-du-Sud                                                       | David Hurley          | 2 octobre 2014   |
| Île Lord Howe                                                               | Nouvelle-Galles du Sud (Zone non incorporée avec auto-gouvernance de l'État Nouvelle-Galles du Sud)                  | Premier ministre de la Nouvelle-Galles du Sud                                              | Gladys Berejiklian    | 23 janvier 2017  |
| Île Lord Howe                                                               | Nouvelle-Galles du Sud (Zone non incorporée avec auto-gouvernance de l'État Nouvelle-Galles du Sud)                  | Présidente du Conseil de Lord Howe Island                                                  | Sonja Stewart         | 28 novembre 2015 |
| Macquarie                                                                   | Tasmanie (Îlot inhabité et isolé rattaché à la zone de gouvernement local Huon Valley Council de l'État de Tasmanie) | Gouverneur de Tasmanie                                                                     | Kate Warner           | 10 décembre 2014 |
| Macquarie                                                                   | Tasmanie (Îlot inhabité et isolé rattaché à la zone de gouvernement local Huon Valley Council de l'État de Tasmanie) | Premier ministre de Tasmanie                                                               | Will Hodgman          | 24 mars 2014     |
| Macquarie                                                                   | Tasmanie (Îlot inhabité et isolé rattaché à la zone de gouvernement local Huon Valley Council de l'État de Tasmanie) | Maire de Huon Valley Council                                                               | Bec Enders            | novembre 2018    |
| Macquarie                                                                   | Tasmanie (Îlot inhabité et isolé rattaché à la zone de gouvernement local Huon Valley Council de l'État de Tasmanie) | Commissaire de Huon Valley Council                                                         | fonction abolie       | novembre 2018    |
| Macquarie                                                                   | Tasmanie (Îlot inhabité et isolé rattaché à la zone de gouvernement local Huon Valley Council de l'État de Tasmanie) | Commissaire de Huon Valley Council                                                         | Adriana Taylor        | 10 octobre 2016  |
| Macquarie                                                                   | Tasmanie (Îlot inhabité et isolé rattaché à la zone de gouvernement local Huon Valley Council de l'État de Tasmanie) | Directeur du Parks and Wildlife Service de Tasmanie                                        | Jason Jacobi          | 9 janvier 2017   |
| Norfolk (île) (Norfolk Island)                                              | Australie (Territoire associé autogouverné)                                                                          | Reine d'Australie                                                                          | Élisabeth II          | 6 février 1952   |
| Norfolk (île) (Norfolk Island)                                              | Australie (Territoire associé autogouverné)                                                                          | Gouverneur général                                                                         | Peter Cosgrove        | 28 mars 2014     |
| Norfolk (île) (Norfolk Island)                                              | Australie (Territoire associé autogouverné)                                                                          | Administrateur                                                                             | Eric Hutchinson       | 1er avril 2017   |
| Norfolk (île) (Norfolk Island)                                              | Australie (Territoire associé autogouverné)                                                                          | Directrice générale                                                                        | Lotta Jackson         | 30 juin 2016     |
| Norfolk (île) (Norfolk Island)                                              | Australie (Territoire associé autogouverné)                                                                          | Maire                                                                                      | Robin Adams           | 6 juillet 2016   |
| Territoire antarctique australien (Australian Antarctic Territory)          | Australie (Territoire extérieur)                                                                                     | Reine d'Australie                                                                          | Élisabeth II          | 6 février 1952   |
| Territoire antarctique australien (Australian Antarctic Territory)          | Australie (Territoire extérieur)                                                                                     | Gouverneur général                                                                         | Peter Cosgrove        | 28 mars 2014     |
| Territoire antarctique australien (Australian Antarctic Territory)          | Australie (Territoire extérieur)                                                                                     | Directeurs du Département australien de l'Antarctique (successifs)                         | Rob Bryson (intérim)  | 26 novembre 2018 |
| Territoire antarctique australien (Australian Antarctic Territory)          | Australie (Territoire extérieur)                                                                                     | Directeurs du Département australien de l'Antarctique (successifs)                         | Nick Gales            | 6 août 2015      |
| Territoire de la capitale australienne (Australian Capital Territory – ACT) | Australie (Territoire intérieur)                                                                                     | Reine d'Australie                                                                          | Élisabeth II          | 6 février 1952   |
| Territoire de la capitale australienne (Australian Capital Territory – ACT) | Australie (Territoire intérieur)                                                                                     | Gouverneur général                                                                         | Peter Cosgrove        | 28 mars 2014     |
| Territoire de la capitale australienne (Australian Capital Territory – ACT) | Australie (Territoire intérieur)                                                                                     | Administrateur                                                                             | Peter Cosgrove        | 28 mars 2014     |
| Territoire de la capitale australienne (Australian Capital Territory – ACT) | Australie (Territoire intérieur)                                                                                     | Ministre en chef du Territoire de la capitale australienne                                 | Andrew Barr           | 11 décembre 2014 |
| Territoire de la baie de Jervis (Jervis Bay Territory – JBT)                | Australie (Territoire intérieur)                                                                                     | Reine d'Australie                                                                          | Élisabeth II          | 6 février 1952   |
| Territoire de la baie de Jervis (Jervis Bay Territory – JBT)                | Australie (Territoire intérieur)                                                                                     | Gouverneur général                                                                         | Peter Cosgrove        | 28 mars 2014     |
| Territoire de la baie de Jervis (Jervis Bay Territory – JBT)                | Australie (Territoire intérieur)                                                                                     | Administratrice                                                                            | Fiona Nash            | 19 juillet 2016  |
| Territoire de la baie de Jervis (Jervis Bay Territory – JBT)                | Australie (Territoire intérieur)                                                                                     | Directrice de l'administration du Territoire de la baie de Jervis                          | Sheryl Klaffer        | 2009             |
| Territoire du Nord (Northern Territory – NT)                                | Australie (Territoire intérieur)                                                                                     | Reine d'Australie                                                                          | Élisabeth II          | 6 février 1952   |
| Territoire du Nord (Northern Territory – NT)                                | Australie (Territoire intérieur)                                                                                     | Gouverneur général                                                                         | Peter Cosgrove        | 28 mars 2014     |
| Territoire du Nord (Northern Territory – NT)                                | Australie (Territoire intérieur)                                                                                     | Administrateurs                                                                            | Vicki O'Halloran      | 11 octobre 2017  |
| Territoire du Nord (Northern Territory – NT)                                | Australie (Territoire intérieur)                                                                                     | Ministre en chef                                                                           | Michael Gunner        | 31 août 2016     |
| Îles du détroit de Torres                                                   | Queensland (Territoire appartenant à l'État Queensland avec un statut spécial)                                       | Gouverneur du Queensland                                                                   | Paul de Jersey        | 29 juillet 2014  |
| Îles du détroit de Torres                                                   | Queensland (Territoire appartenant à l'État Queensland avec un statut spécial)                                       | Premier ministre du Queensland                                                             | Annastacia Palaszczuk | 14 février 2015  |
| Îles du détroit de Torres                                                   | Queensland (Territoire appartenant à l'État Queensland avec un statut spécial)                                       | Président de l’autorité régionale (TSRA)                                                   | Pedro Stephen Napau   | Octobre 2016     |

## Territoires spéciaux des Pays-Bas
| Territoires                  | Souveraineté & statut                                                                                    | Fonction                                                                                        | Nom                      | Depuis le          |
| ---------------------------- | --- | ----------------------------------------------------------------------------------------------- | ------------------------ | ------------------ |
| Aruba                        | Pays-Bas (Pays constitutif du Royaume des Pays-Bas)                                                      | Roi                                                                                             | Willem-Alexander         | 30 avril 2013      |
| Aruba                        | Pays-Bas (Pays constitutif du Royaume des Pays-Bas)                                                      | Gouverneur                                                                                      | Alfonso Boekhoudt        | 1er janvier 2017   |
| Aruba                        | Pays-Bas (Pays constitutif du Royaume des Pays-Bas)                                                      | Ministre-président                                                                              | Evelyn Wever-Croes       | 17 novembre 2017   |
| Bonaire                      | Pays-Bas (Commune néerlandaise à statut particulier, rattachée à la province de Hollande-Septentrionale) | Roi                                                                                             | Willem-Alexander         | 30 avril 2013      |
| Bonaire                      | Pays-Bas (Commune néerlandaise à statut particulier, rattachée à la province de Hollande-Septentrionale) | Lieutenant-gouvernal                                                                            | Edison Rijna             | 1er mars 2014      |
| Bonaire                      | Pays-Bas (Commune néerlandaise à statut particulier, rattachée à la province de Hollande-Septentrionale) | Représentants nationaux pour les entités publiques Bonaire, Saba et Sint Eustatius (successifs) | Jan Helmond (intérim)    | 1er janvier 2018   |
| Bonaire                      | Pays-Bas (Commune néerlandaise à statut particulier, rattachée à la province de Hollande-Septentrionale) | Représentants nationaux pour les entités publiques Bonaire, Saba et Sint Eustatius (successifs) | Gilbert Isabella         | 1er septembre 2014 |
| Curaçao                      | Pays-Bas (Pays constitutif du Royaume des Pays-Bas)                                                      | Roi                                                                                             | Willem-Alexander         | 30 avril 2013      |
| Curaçao                      | Pays-Bas (Pays constitutif du Royaume des Pays-Bas)                                                      | Gouverneure                                                                                     | Lucille George-Wout      | 4 novembre 2013    |
| Curaçao                      | Pays-Bas (Pays constitutif du Royaume des Pays-Bas)                                                      | Ministre-président                                                                              | Eugene Rhuggenaath       | 29 mai 2017        |
| Saba                         | Pays-Bas (commune néerlandaise à statut particulier, rattachée à la province de Hollande-Septentrionale) | Roi                                                                                             | Willem-Alexander         | 30 avril 2013      |
| Saba                         | Pays-Bas (commune néerlandaise à statut particulier, rattachée à la province de Hollande-Septentrionale) | Lieutenant-gouverneur                                                                           | Jonathan G.A. Johnson    | 2 juillet 2008     |
| Saba                         | Pays-Bas (commune néerlandaise à statut particulier, rattachée à la province de Hollande-Septentrionale) | Représentants nationaux pour les entités publiques Bonaire, Saba et Sint Eustatius (successifs) | Jan Helmond (intérim)    | 1er janvier 2018   |
| Saba                         | Pays-Bas (commune néerlandaise à statut particulier, rattachée à la province de Hollande-Septentrionale) | Représentants nationaux pour les entités publiques Bonaire, Saba et Sint Eustatius (successifs) | Gilbert Isabella         | 1er septembre 2014 |
| Saint-Eustache               | Pays-Bas (Commune néerlandaise à statut particulier, rattachée à la province de Hollande-Septentrionale) | Roi                                                                                             | Willem-Alexander         | 30 avril 2013      |
| Saint-Eustache               | Pays-Bas (Commune néerlandaise à statut particulier, rattachée à la province de Hollande-Septentrionale) | Commissaire du gouvernement                                                                     | Mike Franco              | 7 février 2018     |
| Saint-Eustache               | Pays-Bas (Commune néerlandaise à statut particulier, rattachée à la province de Hollande-Septentrionale) | Lieutenant-gouverneur                                                                           | fonction aboli           | 7 février 2018     |
| Saint-Eustache               | Pays-Bas (Commune néerlandaise à statut particulier, rattachée à la province de Hollande-Septentrionale) | Lieutenant-gouverneur                                                                           | Julian Woodley (intérim) | 1er avril 2016     |
| Saint-Eustache               | Pays-Bas (Commune néerlandaise à statut particulier, rattachée à la province de Hollande-Septentrionale) | Représentants nationaux pour les entités publiques Bonaire, Saba et Sint Eustatius (successifs) | Jan Helmond (intérim)    | 1er janvier 2018   |
| Saint-Eustache               | Pays-Bas (Commune néerlandaise à statut particulier, rattachée à la province de Hollande-Septentrionale) | Représentants nationaux pour les entités publiques Bonaire, Saba et Sint Eustatius (successifs) | Gilbert Isabella         | 1er septembre 2014 |
| Sint-Maarten ou Saint-Martin | Pays-Bas (Pays constitutif du Royaume des Pays-Bas)                                                      | Roi                                                                                             | Willem-Alexander         | 30 avril 2013      |
| Sint-Maarten ou Saint-Martin | Pays-Bas (Pays constitutif du Royaume des Pays-Bas)                                                      | Gouverneur                                                                                      | Eugene Holiday           | 10 octobre 2010    |
| Sint-Maarten ou Saint-Martin | Pays-Bas (Pays constitutif du Royaume des Pays-Bas)                                                      | Ministre-président (successifs)                                                                 | Leona Marlin-Romeo       | 15 janvier 2018    |
| Sint-Maarten ou Saint-Martin | Pays-Bas (Pays constitutif du Royaume des Pays-Bas)                                                      | Ministre-président (successifs)                                                                 | Rafael Boasman (intérim) | 24 novembre 2017   |

## Dépendances et territoires spéciaux de Norvège
| Territoires et statut    | Partie de                                                | Fonction                                               | Nom                         | Depuis le          |
| ------------------------ | -------------------------------------------------------- | ------------------------------------------------------ | --------------------------- | ------------------ |
| Bouvet (île)             | Norvège (Dépendance inhabitée)                           | Roi de Norvège                                         | Harald V                    | 17 janvier 1991    |
| Bouvet (île)             | Norvège (Dépendance inhabitée)                           | Directeur général du Département des affaires polaires | Øystein Mortensen (intérim) | 2 octobre 2015     |
| Bouvet (île)             | Norvège (Dépendance inhabitée)                           | Directeur de l’IP                                      | Ole Arve Misund             | 1er septembre 2017 |
| Jan Mayen (Île)          | Norvège (Territoire administré par le comté de Nordland) | Roi de Norvège                                         | Harald V                    | 17 janvier 1991    |
| Jan Mayen (Île)          | Norvège (Territoire administré par le comté de Nordland) | Gouverneure du Nordland                                | Hill-Marta Solberg          | 1er octobre 2005   |
| Pierre-Ier (Île)         | Norvège (Dépendance inhabitée)                           | Roi de Norvège                                         | Harald V                    | 17 janvier 1991    |
| Pierre-Ier (Île)         | Norvège (Dépendance inhabitée)                           | Directeur général du Département des affaires polaires | Øystein Mortensen (intérim) | 2 octobre 2015     |
| Pierre-Ier (Île)         | Norvège (Dépendance inhabitée)                           | Directeur de l’IP                                      | Ole Arve Misund             | 1er septembre 2017 |
| Svalbard                 | Norvège (Territoire à souveraineté spéciale)             | Roi de Norvège                                         | Harald V                    | 17 janvier 1991    |
| Svalbard                 | Norvège (Territoire à souveraineté spéciale)             | Gouverneure                                            | Kjerstin Askholt            | 10 octobre 2015    |
| Reine-Maud (Terre de la) | Norvège (Dépendance inhabitée)                           | Roi de Norvège                                         | Harald V                    | 17 janvier 1991    |
| Reine-Maud (Terre de la) | Norvège (Dépendance inhabitée)                           | Directeur général du Département des affaires polaires | Øystein Mortensen (intérim) | 2 octobre 2015     |
| Reine-Maud (Terre de la) | Norvège (Dépendance inhabitée)                           | Directeur de l’IP                                      | Ole Arve Misund             | 1er septembre 2017 |

## Dépendances et territoires spéciaux de Nouvelle-Zélande
| Territoires et statut                                         | Partie de        | Fonction                                                     | Nom                 | Depuis le         |
| ------------------------------------------------------------- | ---------------- | ------------------------------------------------------------ | ------------------- | ----------------- |
| Cook (Îles) (État insulaire indépendant en libre association) | Nouvelle-Zélande | Reine                                                        | Élisabeth II        | 6 février 1952    |
| Cook (Îles) (État insulaire indépendant en libre association) | Nouvelle-Zélande | Représentant de la Reine                                     | Tom Marsters        | 27 juillet 2013   |
| Cook (Îles) (État insulaire indépendant en libre association) | Nouvelle-Zélande | Haut-Commissaire, représentant de la Nouvelle-Zélande        | Peter Marshall      | 10 janvier 2017   |
| Cook (Îles) (État insulaire indépendant en libre association) | Nouvelle-Zélande | Premier ministre                                             | Henry Puna          | 30 novembre 2010  |
| Niue (Île) (État insulaire indépendant en libre association)  | Nouvelle-Zélande | Reine                                                        | Élisabeth II        | 6 février 1952    |
| Niue (Île) (État insulaire indépendant en libre association)  | Nouvelle-Zélande | Haut commissaire                                             | Kirk Yates          | Mai 2018          |
| Niue (Île) (État insulaire indépendant en libre association)  | Nouvelle-Zélande | Haut commissaire                                             | vacant              | 3 mai 2018        |
| Niue (Île) (État insulaire indépendant en libre association)  | Nouvelle-Zélande | Haut commissaire                                             | Ross Ardern         | Février 2014      |
| Niue (Île) (État insulaire indépendant en libre association)  | Nouvelle-Zélande | Premier ministre                                             | Toke Tufukia Talagi | 19 juin 2008      |
| Ross (Dépendance de) (Dépendance)                             | Nouvelle-Zélande | Reine                                                        | Élisabeth II        | 6 février 1952    |
| Ross (Dépendance de) (Dépendance)                             | Nouvelle-Zélande | Gouverneure générale de Nouvelle-Zélande                     | Patsy Reddy         | 28 septembre 2016 |
| Ross (Dépendance de) (Dépendance)                             | Nouvelle-Zélande | Chef de la direction de l'Antarctique de la Nouvelle-Zélande | Peter Beggs         | 21 octobre 2013   |
| Tokelau (État insulaire autonome)                             | Nouvelle-Zélande | Reine                                                        | Élisabeth II        | 6 février 1952    |
| Tokelau (État insulaire autonome)                             | Nouvelle-Zélande | Administrateurs (successifs)                                 | Ross Ardern         | Mai 2018          |
| Tokelau (État insulaire autonome)                             | Nouvelle-Zélande | Administrateurs (successifs)                                 | Jonathan Kings      | 10 août 2017      |
| Tokelau (État insulaire autonome)                             | Nouvelle-Zélande | Chefs du gouvernement (successifs)                           | Afega Gaualofa      | 5 mars 2018       |
| Tokelau (État insulaire autonome)                             | Nouvelle-Zélande | Chefs du gouvernement (successifs)                           | Siopili Perez       | 8 mars 2017       |

## Autres territoires autonomes
| Territoires et statut                                                             | Partie de                  | Fonction                                                                 | Nom                                                                                          | Depuis le          |
| --------------------------------------------------------------------------------- | -------------------------- | ------------------------------------------------------------------------ | -------------------------------------------------------------------------------------------- | ------------------ |
| Açores (Région autonome portugaise)                                               | Portugal                   | Représentant de la République                                            | Pedro Manuel dos Reis Alves Catarino                                                         | 11 avril 2011      |
| Açores (Région autonome portugaise)                                               | Portugal                   | Président du Gouvernement                                                | Vasco Cordeiro                                                                               | 6 novembre 2012    |
| Açores (Région autonome portugaise)                                               | Portugal                   | Vice-président du Gouvernement                                           | Sérgio Humberto Rocha de Ávila                                                               | 9 novembre 1996    |
| Adjarie (République autonome)                                                     | Géorgie                    | Président du Conseil suprême                                             | Davit Gabaidze                                                                               | 28 octobre 2016    |
| Adjarie (République autonome)                                                     | Géorgie                    | Chefs du gouvernement (successifs)                                       | Tornike Rizhvadze                                                                            | 21 juillet 2018    |
| Adjarie (République autonome)                                                     | Géorgie                    | Chefs du gouvernement (successifs)                                       | Zurab Pataridze                                                                              | 15 juillet 2016    |
| Athos (République monastique autonome)                                            | Grèce                      | Chef de l'État                                                           | Níkos Kotziás                                                                                | 23 septembre 2015  |
| Athos (République monastique autonome)                                            | Grèce                      | Gouverneurs civils, (successifs)                                         | Konstantinos Dimtsas                                                                         | 13 août 2018       |
| Athos (République monastique autonome)                                            | Grèce                      | Gouverneurs civils, (successifs)                                         | Aristos Kasmiroglou                                                                          | 31 mai 2010        |
| Athos (République monastique autonome)                                            | Grèce                      | Leader spirituel                                                         | Bartholomée Ier                                                                              | 22 octobre 1991    |
| Athos (République monastique autonome)                                            | Grèce                      | Protoi (successifs)                                                      | hiéromoine Stéphanos (Monastère de Hilandar)                                                 | 14 juin 2018       |
| Athos (République monastique autonome)                                            | Grèce                      | Protoi (successifs)                                                      | geron Gervasios (Monastère d'Iveron)                                                         | 14 juin 2017       |
| Åland (État associé finlandais)                                                   | Finlande                   | Gouverneur                                                               | Peter Lindbäck                                                                               | 5 mars 1999        |
| Åland (État associé finlandais)                                                   | Finlande                   | Premiers ministres                                                       | Katrin Sjögren                                                                               | 25 novembre 2015   |
| Barbuda (Dépendance d'Antigua-et-Barbuda)                                         | Antigua-et-Barbuda         | Gouverneur générale                                                      | Rodney Williams                                                                              | 14 août 2014       |
| Barbuda (Dépendance d'Antigua-et-Barbuda)                                         | Antigua-et-Barbuda         | Premier ministre                                                         | Gaston Browne                                                                                | 13 juin 2014       |
| Barbuda (Dépendance d'Antigua-et-Barbuda)                                         | Antigua-et-Barbuda         | Présidents du Conseil de Barbuda (successifs)                            | Wayde Burton                                                                                 | 9 mai 2018         |
| Barbuda (Dépendance d'Antigua-et-Barbuda)                                         | Antigua-et-Barbuda         | Présidents du Conseil de Barbuda (successifs)                            | Knacyntar Nedd                                                                               | mars? 2017         |
| Bougainville (îles de) (Région autonome)                                          | Papouasie-Nouvelle-Guinée  | Reine de PNG                                                             | Élisabeth II                                                                                 | 16 septembre 1975  |
| Bougainville (îles de) (Région autonome)                                          | Papouasie-Nouvelle-Guinée  | Gouverneur général (successifs)                                          | Bob Dadae                                                                                    | 28 février 2017    |
| Bougainville (îles de) (Région autonome)                                          | Papouasie-Nouvelle-Guinée  | Président                                                                | John Momis                                                                                   | 10 janvier 2010    |
| Bougainville (îles de) (Région autonome)                                          | Papouasie-Nouvelle-Guinée  | Vice-président                                                           | Raymond Masono                                                                               | 27 février 2017    |
| Îles Canaries (Communauté autonome d'Espagne)                                     | Espagne                    | Roi                                                                      | Felipe VI                                                                                    | 19 juin 2014       |
| Îles Canaries (Communauté autonome d'Espagne)                                     | Espagne                    | Déléguées du gouvernement espagnol (successifs)                          | Elena Máñez Rodríguez                                                                        | 19 juin 2018       |
| Îles Canaries (Communauté autonome d'Espagne)                                     | Espagne                    | Déléguées du gouvernement espagnol (successifs)                          | María Mercedes Roldós Caballero                                                              | 17 décembre 2016   |
| Îles Canaries (Communauté autonome d'Espagne)                                     | Espagne                    | Président du gouvernement                                                | Fernando Clavijo Batlle                                                                      | 9 juillet 2015     |
| Carriacou et La Petite Martinique (Dépendance de Grenade)                         | Grenade                    | Gouverneure générale                                                     | Cecile La Grenade                                                                            | 7 avril 2013       |
| Carriacou et La Petite Martinique (Dépendance de Grenade)                         | Grenade                    | Premier ministre                                                         | Keith Mitchell                                                                               | 20 février 2013    |
| Carriacou et La Petite Martinique (Dépendance de Grenade)                         | Grenade                    | Ministres des Affaires de Carriacou et de Petite Martinique (successifs) | Kindra Maturin-Stewart                                                                       | 25 mars 2018       |
| Carriacou et La Petite Martinique (Dépendance de Grenade)                         | Grenade                    | Ministres des Affaires de Carriacou et de Petite Martinique (successifs) | Elvin Nimrod                                                                                 | 3 mars 2013        |
| Ceuta (Ville autonome espagnole)                                                  | Espagne                    | Roi                                                                      | Felipe VI                                                                                    | 19 juin 2014       |
| Ceuta (Ville autonome espagnole)                                                  | Espagne                    | Délégués du gouvernement (successifs)                                    | Salvadora del Carmen Mateos Estudillo                                                        | 19 juin 2018       |
| Ceuta (Ville autonome espagnole)                                                  | Espagne                    | Délégués du gouvernement (successifs)                                    | Nicolás Fernández Cucurull                                                                   | 20 juin 2015       |
| Ceuta (Ville autonome espagnole)                                                  | Espagne                    | Maire-président                                                          | Juan Jesús Vivas Lara                                                                        | 7 février 2001     |
| Féroé (îles) (Région autonome)                                                    | Royaume de Danemark        | Reine                                                                    | Marguerite II de Danemark                                                                    | 14 janvier 1972    |
| Féroé (îles) (Région autonome)                                                    | Royaume de Danemark        | Haut commissaire                                                         | Lene Moyell Johansen                                                                         | 15 mai 2017        |
| Féroé (îles) (Région autonome)                                                    | Royaume de Danemark        | Løgmaður                                                                 | Aksel V. Johannesen                                                                          | 16 septembre 2015  |
| Gagaouzie (district autonome de Moldavie)                                         | Moldavie                   | Gouverneure                                                              | Irina Vlakh                                                                                  | 15 avril 2015      |
| Galapagos (Province de l'Équateur)                                                | Équateur                   | Gouverneure et Présidente du Conseil de gouvernement avec régime spécial | Lorena Tapia Núñez                                                                           | 1er juin 2017      |
| Gilgit-Baltistan (Territoire autonome non - intégré sous contrôle pakistanais)    | Pakistan                   | Gouverneurs (successifs)                                                 | Raja Jalal Hussain Maqpoon                                                                   | 30 septembre 2018  |
| Gilgit-Baltistan (Territoire autonome non - intégré sous contrôle pakistanais)    | Pakistan                   | Gouverneurs (successifs)                                                 | Fida Muhammad Nashad (intérim)                                                               | 15 septembre 2018  |
| Gilgit-Baltistan (Territoire autonome non - intégré sous contrôle pakistanais)    | Pakistan                   | Gouverneurs (successifs)                                                 | Mir Ghazanfar Ali Khan                                                                       | 24 novembre 2015   |
| Gilgit-Baltistan (Territoire autonome non - intégré sous contrôle pakistanais)    | Pakistan                   | Ministre en Chef                                                         | Hafiz Hafeezur Rehman                                                                        | 29 juin 2015       |
| Groenland (Région autonome)                                                       | Royaume de Danemark        | Reine                                                                    | Marguerite II de Danemark                                                                    | 14 janvier 1972    |
| Groenland (Région autonome)                                                       | Royaume de Danemark        | Haut commissaire                                                         | Mikaela Engell                                                                               | 1er avril 2011     |
| Groenland (Région autonome)                                                       | Royaume de Danemark        | Premier ministre                                                         | Kim Kielsen                                                                                  | 30 septembre 2014  |
| Haut-Badakhchan (province autonome)                                               | Tadjikistan                | Présidents du Comité exécutif (successifs)                               | Yodgor Fayzov (intérim)                                                                      | 1er octobre 2018   |
| Haut-Badakhchan (province autonome)                                               | Tadjikistan                | Présidents du Comité exécutif (successifs)                               | Shodikhon Jamshedov                                                                          | 19 novembre 2013   |
| Hong Kong (Région administrative spéciale)                                        | Chine                      | Chef de l'exécutif                                                       | Carrie Lam                                                                                   | 1er juillet 2017   |
| Karakalpakstan (province autonome)                                                | Ouzbékistan                | Président du Parlement                                                   | Musa Yerniyazov                                                                              | 2 mai 2002         |
| Karakalpakstan (province autonome)                                                | Ouzbékistan                | Premier ministre                                                         | Kakhraman Sariyev                                                                            | 14 octobre 2016    |
| Kurdistan (Région autonome)                                                       | Irak                       | Président du gouvernement autonome                                       | Netchirvan Barzani, Qubad Talabani, Ahmed Abdullah Zubair (intérim) (Exécutif de transition) | 1er novembre 2017  |
| Kurdistan (Région autonome)                                                       | Irak                       | Premier ministre                                                         | Netchirvan Barzani                                                                           | 7 mars 2012        |
| Kurdistan (Région autonome)                                                       | Irak                       | Vice-président                                                           | Kosrat Rasul Ali                                                                             | 14 juin 2005       |
| Macao (Région administrative spéciale)                                            | Chine                      | Chef de l'exécutif                                                       | Fernando Chui Sai On                                                                         | 20 décembre 2009   |
| Madère (Région autonome portugaise)                                               | Portugal                   | Représentant de la République                                            | Irineu Cabral Barreto                                                                        | 11 avril 2011      |
| Madère (Région autonome portugaise)                                               | Portugal                   | Président du Gouvernement                                                | Miguel Albuquerque                                                                           | 20 avril 2015      |
| Madère (Région autonome portugaise)                                               | Portugal                   | Vice-président du Gouvernement                                           | João Cunha e Silva                                                                           | novembre 2000      |
| Melilla (Ville autonome espagnole)                                                | Espagne                    | Roi                                                                      | Felipe VI                                                                                    | 19 juin 2014       |
| Melilla (Ville autonome espagnole)                                                | Espagne                    | Délégués du gouvernement (successifs)                                    | Sabrina Moh Abdelkader                                                                       | 19 juin 2018       |
| Melilla (Ville autonome espagnole)                                                | Espagne                    | Délégués du gouvernement (successifs)                                    | Abdelmalik El Barkani                                                                        | 31 décembre 2011   |
| Melilla (Ville autonome espagnole)                                                | Espagne                    | Maire-président                                                          | Juan José Imbroda Ortiz                                                                      | 19 juillet 2000    |
| Mindanao musulman (Région autonome des Philippines)                               | Philippines                | Gouverneur                                                               | Mujiv Hataman                                                                                | 22 décembre 2011   |
| Mindanao musulman (Région autonome des Philippines)                               | Philippines                | Vice-gouverneur                                                          | Haroun Al-Rashid Lucman                                                                      | 30 juin 2013       |
| Nakhitchevan (Région autonome)                                                    | Azerbaïdjan                | Président du Conseil suprême                                             | Vasif Talıbov                                                                                | 16 décembre 1995   |
| Nakhitchevan (Région autonome)                                                    | Azerbaïdjan                | Premier ministre                                                         | Alovsat Bakhshiyev                                                                           | 2000               |
| Niévès (Île autonome)                                                             | Saint-Christophe-et-Niévès | Reine                                                                    | Élisabeth II                                                                                 | 6 février 1952     |
| Niévès (Île autonome)                                                             | Saint-Christophe-et-Niévès | Vice-gouverneures générales (successifs)                                 | Hyleta Liburn                                                                                | 31 août 2018       |
| Niévès (Île autonome)                                                             | Saint-Christophe-et-Niévès | Vice-gouverneures générales (successifs)                                 | Marjorie Morton (intérim)                                                                    | 1er septembre 2017 |
| Niévès (Île autonome)                                                             | Saint-Christophe-et-Niévès | Premier ministre                                                         | Mark Brantley                                                                                | 19 décembre 2017   |
| Îles du Prince-Édouard (Archipel inhabité et isolé rattaché à la ville de Le Cap) | Afrique du Sud             | Présidents de la République (successifs)                                 | Cyril Ramaphosa                                                                              | 14 février 2018    |
| Îles du Prince-Édouard (Archipel inhabité et isolé rattaché à la ville de Le Cap) | Afrique du Sud             | Présidents de la République (successifs)                                 | Jacob Zuma                                                                                   | 9 mai 2009         |
| Îles du Prince-Édouard (Archipel inhabité et isolé rattaché à la ville de Le Cap) | Afrique du Sud             | Maires du Cap (successifs)                                               | Dan Plato                                                                                    | 6 novembre 2018    |
| Îles du Prince-Édouard (Archipel inhabité et isolé rattaché à la ville de Le Cap) | Afrique du Sud             | Maires du Cap (successifs)                                               | Ian Neilson (intérim)                                                                        | 31 octobre 2018    |
| Îles du Prince-Édouard (Archipel inhabité et isolé rattaché à la ville de Le Cap) | Afrique du Sud             | Maires du Cap (successifs)                                               | Patricia de Lille                                                                            | 1er juin 2011      |
| Îles du Prince-Édouard (Archipel inhabité et isolé rattaché à la ville de Le Cap) | Afrique du Sud             | Directeur du soutien de l'océan Austral et de l'Antarctique              | Nishendra "Nish" Devanunthan                                                                 | 1er juillet 2013   |
| Principe (Région auto-gouvernée)                                                  | Sao Tomé-et-Principe       | Président de la République                                               | Evaristo Carvalho                                                                            | 3 septembre 2016   |
| Principe (Région auto-gouvernée)                                                  | Sao Tomé-et-Principe       | Premiers ministres (successifs)                                          | Jorge Bom Jesus                                                                              | 3 décembre 2018    |
| Principe (Région auto-gouvernée)                                                  | Sao Tomé-et-Principe       | Premiers ministres (successifs)                                          | Patrice Trovoada                                                                             | 29 novembre 2014   |
| Principe (Région auto-gouvernée)                                                  | Sao Tomé-et-Principe       | Président du gouvernement régional de Principe                           | José Cardoso Cassandra                                                                       | 5 octobre 2006     |
| Rodrigues (île autonome)                                                          | Maurice                    | Président de la République                                               | Ameenah Gurib-Fakim                                                                          | 5 juin 2015        |
| Rodrigues (île autonome)                                                          | Maurice                    | Chef Commissaire                                                         | Louis Serge Clair                                                                            | 11 février 2012    |
| Rodrigues (île autonome)                                                          | Maurice                    | Directeur Général                                                        | Jacques Davis Hee Hong Wye                                                                   | 13 février 2012    |
| Tobago (Région autonome)                                                          | Trinité-et-Tobago          | Présidents de Trinité-et-Tobago (successifs)                             | Paula-Mae Weekes                                                                             | 19 mars 2018       |
| Tobago (Région autonome)                                                          | Trinité-et-Tobago          | Présidents de Trinité-et-Tobago (successifs)                             | Anthony Carmona                                                                              | 18 mars 2013       |
| Tobago (Région autonome)                                                          | Secrétaire en chef         | Kelvin Charles                                                           | 26 janvier 2017                                                                              |                    |
| Zanzibar                                                                          | Tanzanie                   | Président                                                                | Ali Mohamed Shein                                                                            | 3 novembre 2010    |
| Zanzibar                                                                          | Tanzanie                   | Premier Vice-président                                                   | Seif Sharif Hamad                                                                            | 9 novembre 2010    |
| Zanzibar                                                                          | Tanzanie                   | Second Vice-président                                                    | Seif Ali Iddi                                                                                | Novembre 2010      |

## Autres territoires indépendants de facto
| Territoires et statut                               | Partie de                  | Fonction                                         | Nom                           | Depuis le        |
| --------------------------------------------------- | -------------------------- | ------------------------------------------------ | ----------------------------- | ---------------- |
| Azad Cachemire (gouvernement pro-pakistanais)       | Inde Jammu-et-Cachemire    | Président                                        | Muhammad Masood Khan          | 25 août 2016     |
| Azad Cachemire (gouvernement pro-pakistanais)       | Inde Jammu-et-Cachemire    | Premier ministre                                 | Raja Farooq Haider Khan       | 31 juillet 2016  |
| Donetsk (République populaire)                      | Ukraine Oblast de Donetsk  | Chefs d'État (successifs)                        | Denis Pouchiline              | 7 septembre 2018 |
| Donetsk (République populaire)                      | Ukraine Oblast de Donetsk  | Chefs d'État (successifs)                        | Dmitriy Trapeznikov (intérim) | 31 août 2018     |
| Donetsk (République populaire)                      | Ukraine Oblast de Donetsk  | Chefs d'État (successifs)                        | Aleksandr Zakhartchenko       | 4 novembre 2014  |
| Donetsk (République populaire)                      | Ukraine Oblast de Donetsk  | Présidents du Conseil des ministres (successifs) | Alexandre Anantchenko         | 18 octobre 2018  |
| Donetsk (République populaire)                      | Ukraine Oblast de Donetsk  | Présidents du Conseil des ministres (successifs) | Denis Pouchiline (intérim)    | 7 septembre 2018 |
| Donetsk (République populaire)                      | Ukraine Oblast de Donetsk  | Présidents du Conseil des ministres (successifs) | Dmitriy Trapeznikov (intérim) | 31 août 2018     |
| Donetsk (République populaire)                      | Ukraine Oblast de Donetsk  | Présidents du Conseil des ministres (successifs) | Aleksandr Zakhartchenko       | 7 août 2014      |
| Haut-Karabagh (Artsakh) (gouvernement pro-arménien) | Azerbaïdjan                | Président                                        | Bako Sahakian                 | 7 septembre 2007 |
| Louhansk (République populaire)                     | Ukraine Oblast de Louhansk | Chef d'État                                      | Leonid Passetchnik            | 24 novembre 2017 |
| Louhansk (République populaire)                     | Ukraine Oblast de Louhansk | Président du Conseil des Ministres               | Sergueï Kozlov                | 28 décembre 2015 |
| Pount (Région autonome)                             | Somalie                    | Président                                        | Abdiweli Mohamed Ali          | 8 janvier 2014   |
| Pount (Région autonome)                             | Somalie                    | Vice-président                                   | Abdihakim Abdullahi Haji Omar | 8 janvier 2014   |
| Somaliland (indépendance auto-proclamée)            | Somalie                    | Président                                        | Ahmed Mohamed Silanyo         | 13 décembre 2017 |
| Somaliland (indépendance auto-proclamée)            | Somalie                    | Vice-président                                   | Abdirahman Saylici            | juillet 2010     |
| Transnistrie (République autonome)                  | Moldavie                   | Président                                        | Vadim Krasnoselsky            | 16 décembre 2016 |
| Transnistrie (République autonome)                  | Moldavie                   | Premier ministre                                 | Aleksandr Martynov            | 17 décembre 2016 |
| Waziristan (Zones tribales, de non-droit)           | Pakistan                   | Émir                                             | Maulana Fazlullah             | 17 novembre 2013 |

## Gouvernements en exil et/ou alternatifs
| Pays ou territoire                                                                                                  | Partie de   | Fonction                                                                                           | Nom                            | Depuis (le)       |
| --- | ----------- | -------------------------------------------------------------------------------------------------- | ------------------------------ | ----------------- |
| Abkhazie (Gouvernement pro-géorgien)                                                                                | Géorgie     | Président du Conseil suprême                                                                       | Elguja Gvazava                 | 20 mars 2009      |
| Abkhazie (Gouvernement pro-géorgien)                                                                                | Géorgie     | Premier ministre                                                                                   | Vakhtang Kolbaia (par intérim) | 7 avril 2013      |
| République populaire biélorusse (gouvernement en exil à Toronto)                                                    | Biélorussie | Présidente de la Rada                                                                              | Ivonka Survilla                | 1997              |
| République autonome de Crimée (l'administration en exil de la République autonome à Kharkiv[réf. nécessaire])       | Ukraine     | Président de l'Ukraine                                                                             | Petro Porochenko               | 7 juin 2014       |
| République autonome de Crimée (l'administration en exil de la République autonome à Kharkiv[réf. nécessaire])       | Ukraine     | Représentants permanents du président d'Ukraine dans la république autonome de Crimée (successifs) | Izet Gdanov (intérim)          | 2 décembre 2018   |
| République autonome de Crimée (l'administration en exil de la République autonome à Kharkiv[réf. nécessaire])       | Ukraine     | Représentants permanents du président d'Ukraine dans la république autonome de Crimée (successifs) | Boris Babin                    | 17 août 2017      |
| Fezzan (région autonome auto-proclamée, non reconnue par le gouvernement central libyen)                            | Libye       | Président de la province                                                                           | Nuri Muhammad al-Qouizi        | 26 septembre 2013 |
| Kosovo (Administration serbe)                                                                                       | -           | Directeur du Bureau pour Kosovo et Metohija                                                        | Marko Đurić                    | 2 septembre 2013  |
| Kosovo (Assemblée du Kosovo-et-Métochie)                                                                            | -           | Président du Conseil                                                                               | Dragan Velic                   | 3 septembre 2006  |
| Kosovo (Assemblée du Kosovo-et-Métochie)                                                                            | -           | Présidente du bureau exécutif du Conseil                                                           | Rada Trajkovic                 | 3 septembre 2006  |
| Moluques du Sud | Indonésie   | Président                                                                                          | John Wattilete                 | 17 avril 2010     |
| Ossétie du Sud (Entité provisoire d'Ossétie du Sud)                                                                 | Géorgie     | Chef de l’administration provisoire                                                                | Dmitri Sanakoïev               | 10 mai 2007       |
| Rojava (Région autonome auto-proclamée)                                                                             | Syrie       | Co-Présidents                                                                                      | Hediya Yousef et Mansur Selum  | Mars 2016         |
| Coalition nationale des forces de l'opposition et de la révolution (Autorité politique de transition en opposition) | Syrie       | Présidents (successifs)                                                                            | Abdurrahman Mustafa            | 6 mai 2018        |
| Coalition nationale des forces de l'opposition et de la révolution (Autorité politique de transition en opposition) | Syrie       | Présidents (successifs)                                                                            | Riad Seif                      | 5 mai 2017        |
| Coalition nationale des forces de l'opposition et de la révolution (Autorité politique de transition en opposition) | Syrie       | Premiers vice-présidents (successifs)                                                              | Abdul Basset Hamou             | 6 mai 2018        |
| Coalition nationale des forces de l'opposition et de la révolution (Autorité politique de transition en opposition) | Syrie       | Premiers vice-présidents (successifs)                                                              | Abdulrahman Mustafa            | 5 mai 2017        |
| Coalition nationale des forces de l'opposition et de la révolution (Autorité politique de transition en opposition) | Syrie       | Seconds vice-présidents (successifs)                                                               | Badr Jamous                    | 6 mai 2018        |
| Coalition nationale des forces de l'opposition et de la révolution (Autorité politique de transition en opposition) | Syrie       | Seconds vice-présidents (successifs)                                                               | Salwa Ktaw                     | 6 mai 2017        |
| Coalition nationale des forces de l'opposition et de la révolution (Autorité politique de transition en opposition) | Syrie       | Troisième vice-président                                                                           | Dima Moussa                    | 6 mai 2018        |
| Coalition nationale des forces de l'opposition et de la révolution (Autorité politique de transition en opposition) | Syrie       | Premier ministre                                                                                   | Jawad Abu Hatab (par intérim)  | 17 mai 2016       |
| Tchétchénie (Itchkérie)                                                                                             | Russie      | Président                                                                                          | Akhmed Zakaïev                 | 23 novembre 2007  |
| Tibet | Chine       | Dalaï Lama                                                                                         | Tenzin Gyatso                  | 25 août 1939      |
| Tibet | Chine       | Président du Cabinet                                                                               | Lobsang Sangay                 | 8 août 2011       |

#### Listes chronologiques de chefs d'État et dirigeants nationaux
- Liste des chefs de l'exécutif par État en 2017
- Liste des chefs de l'exécutif par État en 2019
- Liste des dirigeants actuels des États

#### Listes thématiques de ministres
- Liste des ministres des Affaires étrangères
- Liste des ministres de la Défense
- Liste des ministres des Finances
- Liste des ministres de l'Intérieur
- Liste des ministres de la Justice

#### Autres listes de personnalités
- Liste des présidents d'assemblée parlementaire
- Liste des dirigeants des États et communautés traditionnels
- Liste des principaux dirigeants locaux

#### Listes de territoires
- Listes thématiques de pays
- Liste des dépendances et territoires à souveraineté spéciale

#### Divers
- Mode de désignation du chef d'État et du Parlement par pays